# Salzkammergut-Lokalbahn
| SKGLB-Streckenplan von 1957 |                                           |                                                   |                                                   |
| Streckenlänge: | Hauptstrecke 63,2 km Zweigstrecke 03,5 km |                                                   |                                                   |
| Spurweite: | 760 mm (Bosnische Spur)                   |                                                   |                                                   |
| Maximale Neigung: | 25 ‰                                      |                                                   |                                                   |
| Minimaler Radius: | 60 m                                      |                                                   |                                                   |
| Streckengeschwindigkeit: | Hauptstrecke 40 km/h Zweigstrecke 35 km/h |                                                   |                                                   |
| |                                           |                                                   |                                                   |
| \| \| \| Salzkammergutbahn von Attnang-Puchheim \| \| \| \| 0,0 \| Bad Ischl \| 466 m ü. A. \| \| \| \| Traun \| \| \| \| \| Ischler Tunnel (69 m) \| \| \| \| 1,3 \| Bad Ischl Güterbahnhof \| 466 m ü. A. \| \| \| \| Salzkammergutbahn nach Stainach-Irdning \| \| \| \| \| Traun \| \| \| \| \| Kaltenbach \| \| \| \| 2,2 \| Kaltenbach \| 474 m ü. A. \| \| \| \| Kalvarienberg-Tunnel (683 m) \| 492 m ü. A. \| \| \| \| vom ehemaligen Lokalbahnhof \| \| \| \| \| Ischl \| \| \| \| 4,8 \| Pfandl \| Pfandl \| \| \| 7,1 \| Aschau \| 506 m ü. A. \| \| \| \| Ischl \| \| \| \| \| Oberösterreich / Salzburg \| \| \| \| 8,0 \| Wacht \| 515 m ü. A. \| \| \| \| zum Sägewerk \| \| \| \| 9,1 \| Aigen-Voglhub \| 521 m ü. A. \| \| \| \| Weißenbach \| \| \| \| 10,9 \| Weißenbach \| 540 m ü. A. \| \| \| 12,7 \| Strobl \| 546 m ü. A. \| \| \| 17,2 \| Sankt Wolfgang Lokalbahn \| 540 m ü. A. \| \| \| \| Seegleis vom Landungsplatz \| \| \| \| \| Zinkenbach \| \| \| \| 18,2 \| Zinkenbach (Gemeinde Sankt Gilgen) \| 550 m ü. A. \| \| \| 20,6 \| Gschwandt \| 540 m ü. A. \| \| \| \| vom Sägewerk \| \| \| \| 23,2 \| Lueg \| 540 m ü. A. \| \| \| 24,6 \| Sankt Gilgen \| 557 m ü. A. \| \| \| 26,1 \| Billroth \| 573 m ü. A. \| \| \| 27,7 \| Aich \| 578 m ü. A. \| \| \| 28,3 \| Hüttenstein \| 580 m ü. A. \| \| \| \| Hüttensteiner Tunnel (436 m) \| \| \| \| \| Kleiner Tunnel (ca. 20 m) \| \| \| \| \| Salzburg / Oberösterreich \| \| \| \| 30,4 \| Scharfling \| 559 m ü. A. \| \| \| \| Scharflinger Tunnel (97 m) \| \| \| \| \| Plomberg-Tunnel (28 m) \| \| \| \| 32,7 \| Plomberg \| 485 m ü. A. \| \| \| 35,1 0,0 \| St. Lorenz \| 488 m ü. A. \| \| \| \| \| \| \| \| 1,3 \| Schwarzindien \| 489 m ü. A. \| \| \| 3,0 \| Leitnerbräukeller \| 482 m ü. A. \| \| \| 3,5 \| Mondsee \| 482 m ü. A. \| \| \| 39,0 \| Teufelmühle \| 513 m ü. A. \| \| \| \| Oberösterreich / Salzburg \| \| \| \| 40,4 \| Vetterbach \| 535 m ü. A. \| \| \| 42,6 \| Thalgau \| 545 m ü. A. \| \| \| 44,9 \| Irlach \| 581 m ü. A. \| \| \| 46,9 \| Enzersberg \| 599 m ü. A. \| \| \| 50,1 \| Kraiwiesen \| 593 m ü. A. \| \| \| 53,6 \| Eugendorf-Kalham \| 557 m ü. A. \| \| \| 56,4 \| Fichtlmühle \| 516 m ü. A. \| \| \| 58,7 \| Söllheim \| 452 m ü. A. \| \| \| \| Bahnstrecke Abzw Hallwang-E. 3–Salzburg Gnigl Vbf \| \| \| \| 61,4 \| Salzburg Itzling Werkstätte \| 426 m ü. A. \| \| \| \| Alterbach \| \| \| \| 61,6 \| Salzburg Frachtenstation \| 425 m ü. A. \| \| \| 61,7 \| Salzburg Itzling \| 425 m ü. A. \| \| \| \| Westbahn \| \| \| \| \| Bahnstrecke Salzburg Hbf–Salzburg Itzling \| \| \| \| \| von Lamprechtshausen \| \| \| \| 63,2 \| Salzburg Lokalbahnhof \| 426 m ü. A. \| \| \| \| nach Hangender Stein \| \| |                                           |                                                   |                                                   |
| Strecke |                                           | Salzkammergutbahn von Attnang-Puchheim            | Salzkammergutbahn von Attnang-Puchheim            |
| Bahnhof | 0,0                                       | Bad Ischl                                         | 466 m ü. A.                                       |
| Brücke über Wasserlauf |                                           | Traun                                             | Traun                                             |
| Tunnel |                                           | Ischler Tunnel (69 m)                             | Ischler Tunnel (69 m)                             |
| Dienststation / Betriebs- oder Güterbahnhof | 1,3                                       | Bad Ischl Güterbahnhof                            | 466 m ü. A.                                       |
| Abzweig ehemals geradeaus und nach links |                                           | Salzkammergutbahn nach Stainach-Irdning           | Salzkammergutbahn nach Stainach-Irdning           |
| Brücke über Wasserlauf (Strecke außer Betrieb) |                                           | Traun                                             | Traun                                             |
| Brücke über Wasserlauf (Strecke außer Betrieb) |                                           | Kaltenbach                                        | Kaltenbach                                        |
| Haltepunkt / Haltestelle (Strecke außer Betrieb) | 2,2                                       | Kaltenbach                                        | 474 m ü. A.                                       |
| Tunnel (Strecke außer Betrieb) |                                           | Kalvarienberg-Tunnel (683 m)                      | 492 m ü. A.                                       |
| Abzweig geradeaus und von rechts (Strecke außer Betrieb) |                                           | vom ehemaligen Lokalbahnhof                       | vom ehemaligen Lokalbahnhof                       |
| Brücke über Wasserlauf (Strecke außer Betrieb) |                                           | Ischl                                             | Ischl                                             |
| Haltepunkt / Haltestelle (Strecke außer Betrieb) | 4,8                                       | Pfandl                                            | Pfandl                                            |
| Haltepunkt / Haltestelle (Strecke außer Betrieb) | 7,1                                       | Aschau                                            | 506 m ü. A.                                       |
| Brücke über Wasserlauf (Strecke außer Betrieb) |                                           | Ischl                                             | Ischl                                             |
| Grenze (Strecke außer Betrieb) |                                           | Oberösterreich / Salzburg                         | Oberösterreich / Salzburg                         |
| Haltepunkt / Haltestelle (Strecke außer Betrieb) | 8,0                                       | Wacht                                             | 515 m ü. A.                                       |
| Abzweig geradeaus und von rechts (Strecke außer Betrieb) |                                           | zum Sägewerk                                      | zum Sägewerk                                      |
| Bahnhof (Strecke außer Betrieb) | 9,1                                       | Aigen-Voglhub                                     | 521 m ü. A.                                       |
| Brücke über Wasserlauf (Strecke außer Betrieb) |                                           | Weißenbach                                        | Weißenbach                                        |
| Bahnhof (Strecke außer Betrieb) | 10,9                                      | Weißenbach                                        | 540 m ü. A.                                       |
| Bahnhof (Strecke außer Betrieb) | 12,7                                      | Strobl                                            | 546 m ü. A.                                       |
| Bahnhof (Strecke außer Betrieb) | 17,2                                      | Sankt Wolfgang Lokalbahn                          | 540 m ü. A.                                       |
| Abzweig geradeaus und von links (Strecke außer Betrieb) |                                           | Seegleis vom Landungsplatz                        | Seegleis vom Landungsplatz                        |
| Brücke über Wasserlauf (Strecke außer Betrieb) |                                           | Zinkenbach                                        | Zinkenbach                                        |
| Bahnhof (Strecke außer Betrieb) | 18,2                                      | Zinkenbach (Gemeinde Sankt Gilgen)                | 550 m ü. A.                                       |
| Haltepunkt / Haltestelle (Strecke außer Betrieb) | 20,6                                      | Gschwandt                                         | 540 m ü. A.                                       |
| Abzweig geradeaus und von rechts (Strecke außer Betrieb) |                                           | vom Sägewerk                                      | vom Sägewerk                                      |
| Haltepunkt / Haltestelle (Strecke außer Betrieb) | 23,2                                      | Lueg                                              | 540 m ü. A.                                       |
| Bahnhof (Strecke außer Betrieb) | 24,6                                      | Sankt Gilgen                                      | 557 m ü. A.                                       |
| Haltepunkt / Haltestelle (Strecke außer Betrieb) | 26,1                                      | Billroth                                          | 573 m ü. A.                                       |
| Haltepunkt / Haltestelle (Strecke außer Betrieb) | 27,7                                      | Aich                                              | 578 m ü. A.                                       |
| Bahnhof (Strecke außer Betrieb) | 28,3                                      | Hüttenstein                                       | 580 m ü. A.                                       |
| Tunnel (Strecke außer Betrieb) |                                           | Hüttensteiner Tunnel (436 m)                      | Hüttensteiner Tunnel (436 m)                      |
| Tunnel (Strecke außer Betrieb) |                                           | Kleiner Tunnel (ca. 20 m)                         | Kleiner Tunnel (ca. 20 m)                         |
| Grenze (Strecke außer Betrieb) |                                           | Salzburg / Oberösterreich                         | Salzburg / Oberösterreich                         |
| Bahnhof (Strecke außer Betrieb) | 30,4                                      | Scharfling                                        | 559 m ü. A.                                       |
| Tunnel (Strecke außer Betrieb) |                                           | Scharflinger Tunnel (97 m)                        | Scharflinger Tunnel (97 m)                        |
| Tunnel (Strecke außer Betrieb) |                                           | Plomberg-Tunnel (28 m)                            | Plomberg-Tunnel (28 m)                            |
| Haltepunkt / Haltestelle (Strecke außer Betrieb) | 32,7                                      | Plomberg                                          | 485 m ü. A.                                       |
| Bahnhof (Strecke außer Betrieb) | 35,1 0,0                                  | St. Lorenz                                        | 488 m ü. A.                                       |
| Strecke von links (außer Betrieb) · Abzweig geradeaus, nach rechts und von rechts (Strecke außer Betrieb) |                                           |                                                   |                                                   |
| Haltepunkt / Haltestelle (Strecke außer Betrieb) · Strecke (außer Betrieb) | 1,3                                       | Schwarzindien                                     | 489 m ü. A.                                       |
| Haltepunkt / Haltestelle (Strecke außer Betrieb) · Strecke (außer Betrieb) | 3,0                                       | Leitnerbräukeller                                 | 482 m ü. A.                                       |
| Kopfbahnhof Streckenende (Strecke außer Betrieb) · Strecke (außer Betrieb) | 3,5                                       | Mondsee                                           | 482 m ü. A.                                       |
| Bahnhof (Strecke außer Betrieb) | 39,0                                      | Teufelmühle                                       | 513 m ü. A.                                       |
| Grenze (Strecke außer Betrieb) |                                           | Oberösterreich / Salzburg                         | Oberösterreich / Salzburg                         |
| Haltepunkt / Haltestelle (Strecke außer Betrieb) | 40,4                                      | Vetterbach                                        | 535 m ü. A.                                       |
| Bahnhof (Strecke außer Betrieb) | 42,6                                      | Thalgau                                           | 545 m ü. A.                                       |
| Bahnhof (Strecke außer Betrieb) | 44,9                                      | Irlach                                            | 581 m ü. A.                                       |
| Bahnhof (Strecke außer Betrieb) | 46,9                                      | Enzersberg                                        | 599 m ü. A.                                       |
| Bahnhof (Strecke außer Betrieb) | 50,1                                      | Kraiwiesen                                        | 593 m ü. A.                                       |
| Bahnhof (Strecke außer Betrieb) | 53,6                                      | Eugendorf-Kalham                                  | 557 m ü. A.                                       |
| Haltepunkt / Haltestelle (Strecke außer Betrieb) | 56,4                                      | Fichtlmühle                                       | 516 m ü. A.                                       |
| Haltepunkt / Haltestelle (Strecke außer Betrieb) | 58,7                                      | Söllheim                                          | 452 m ü. A.                                       |
| Kreuzung geradeaus unten (Strecke geradeaus außer Betrieb) |                                           | Bahnstrecke Abzw Hallwang-E. 3–Salzburg Gnigl Vbf | Bahnstrecke Abzw Hallwang-E. 3–Salzburg Gnigl Vbf |
| Dienststation / Betriebs- oder Güterbahnhof (Strecke außer Betrieb) | 61,4                                      | Salzburg Itzling Werkstätte                       | 426 m ü. A.                                       |
| Brücke über Wasserlauf (Strecke außer Betrieb) |                                           | Alterbach                                         | Alterbach                                         |
| Dienststation / Betriebs- oder Güterbahnhof (Strecke außer Betrieb) | 61,6                                      | Salzburg Frachtenstation                          | 425 m ü. A.                                       |
| Haltepunkt / Haltestelle (Strecke außer Betrieb) | 61,7                                      | Salzburg Itzling                                  | 425 m ü. A.                                       |
| Kreuzung geradeaus unten (Strecke geradeaus außer Betrieb) |                                           | Westbahn                                          | Westbahn                                          |
| Kreuzung (Strecke geradeaus außer Betrieb) |                                           | Bahnstrecke Salzburg Hbf–Salzburg Itzling         | Bahnstrecke Salzburg Hbf–Salzburg Itzling         |
| Abzweig ehemals geradeaus und von rechts |                                           | von Lamprechtshausen                              | von Lamprechtshausen                              |
| Kopfbahnhof Strecke ab hier außer Betrieb | 63,2                                      | Salzburg Lokalbahnhof                             | 426 m ü. A.                                       |
| Strecke (außer Betrieb) |                                           | nach Hangender Stein                              | nach Hangender Stein                              |

Die Salzkammergut-Lokalbahn, kurz SKGLB oder Ischlerbahn bzw. Bad Ischler Bahn genannt, verband als Schmalspurbahn mit 760 mm Spurweite (Bosnaspur) von 1893 bis 1957 den Kurort Bad Ischl im Zentrum des Salzkammergutes mit der Stadt Salzburg. Die Marktgemeinde Mondsee war über eine Zweigstrecke bei St. Lorenz an die Hauptstrecke angebunden und der Wallfahrtsort St. Wolfgang über eine bahneigene Dampfschifffahrtslinie von der Hauptstrecke aus zu erreichen. Die SKGLB, die im Dampfbetrieb auf 66,9 km Streckenlänge bis zu 2,15 Millionen Fahrgäste im Jahr beförderte, wurde 1957 als erste Bahnstrecke von nennenswerter Länge und überregionaler Bedeutung in Österreich trotz starker Proteste aus allen Bevölkerungsteilen eingestellt. Eine bereits projektierte Elektrifizierung wurde nicht realisiert. Mehrere Initiativen streben mittlerweile den Wiederaufbau der Strecke an.

## Geschichte

### Anfänge
In der zweiten Hälfte des 19. Jahrhunderts entwickelte sich das Salzkammergut zu einem Zentrum des Tourismus in Österreich-Ungarn. Das hohe Fremdenverkehrsaufkommen ließ den Wunsch nach einer Bahnverbindung zwischen dem Kurort Bad Ischl und der Landeshauptstadt Salzburg aufkommen. Bereits Ende der 1860er Jahre wurden erste Pläne für den Bau einer solchen Verbindung ausgearbeitet. Neben einer Abzweigung nach Mondsee war überdies die Errichtung einer Zahnradbahn auf den Schafberg und eines Hotels geplant. Die im Jahre 1873 einsetzende Rezession machte diese Vorhaben jedoch vorerst zunichte.

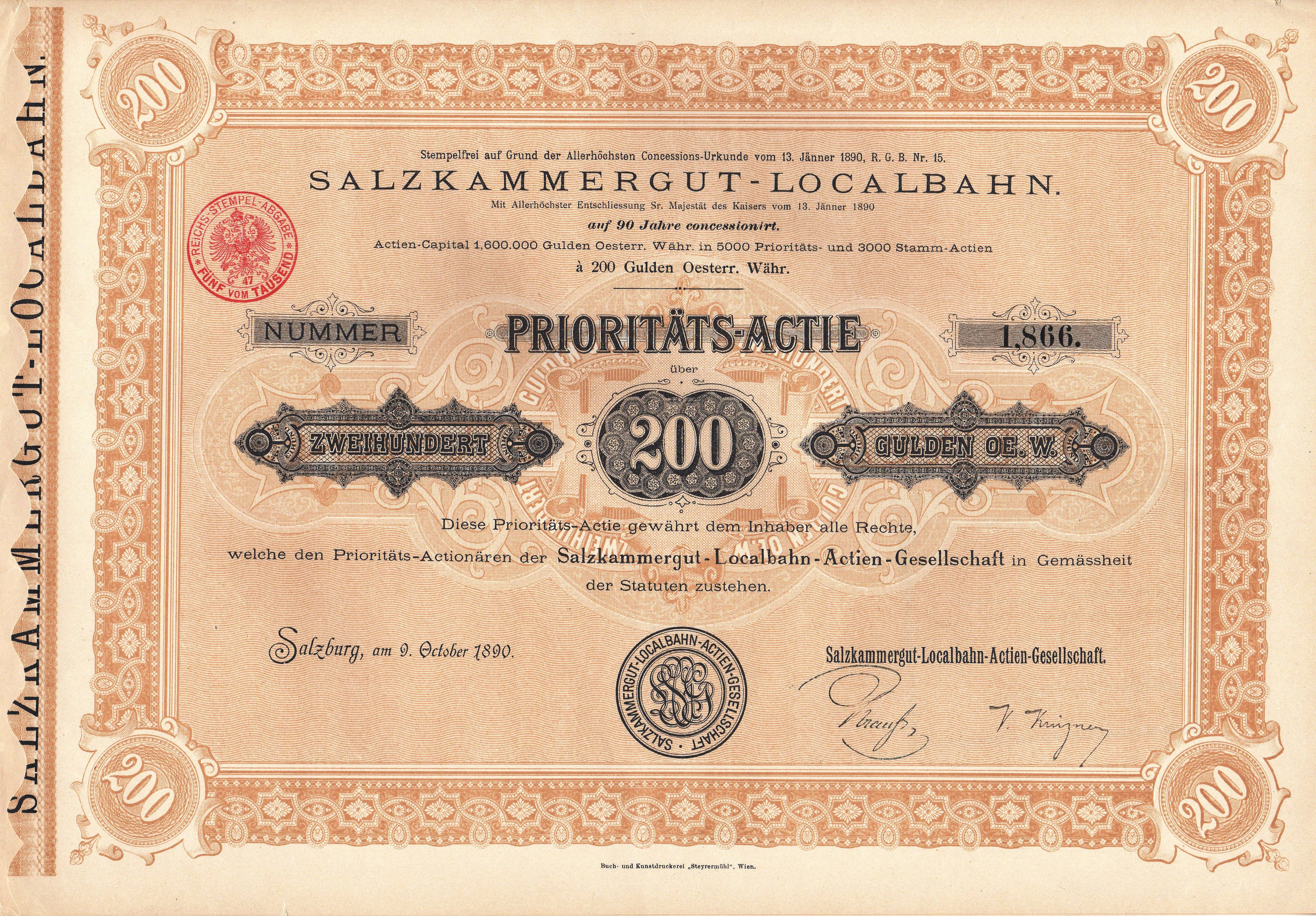
Prioritätsaktie über 200 Gulden der Salzkammergut-Localbahn-AG vom 9. Oktober 1890

14 Jahre später legte Ing. Wilhelm Michael aus Wien ein Konzept für die Verwirklichung der bereits in den 1860er Jahren vorhandenen Pläne in Form einer Normalspurbahn vor. 1888 nahm er mit Ing. Josef Stern Kontakt auf, dem Mitgründer der Firma Stern & Hafferl, die in der gesamten Monarchie Bahnprojekte plante und realisierte. Josef Stern übernahm die Planungen für das Bahnprojekt, die mehr als zwei Jahre andauerten. Um das Projekt verwirklichen zu können, mangelte es indes noch an Investoren. Da die Verhandlungen mit Wiener Geldinstituten scheiterten, nahm Josef Stern mit einem seiner früheren Arbeitgeber, dem Besitzer der Lokalbahn Aktien-Gesellschaft (LAG) in Bayern sowie den in Oberösterreich und im Bundesland Salzburg ansässigen Banken Kontakt auf und konnte diese für das Projekt gewinnen.
Im Jahre 1889 ersuchte die eigens gegründete, nicht börsennotierte Salzkammergut-Localbahn-Aktiengesellschaft (SKGLB) um eine Konzession für die „Errichtung einer schmalspurigen Localbahn von Bad Ischl nach Salzburg mit einer Abzweigung nach Mondsee“, die das Unternehmen am 13. Jänner 1890 erhielt. Die Bahngesellschaft verfügte über ein Aktienkapital von 1.600.000 Gulden, das durch die Hauptaktionäre LAG und Stern & Hafferl sowie mehrere andere Unternehmen und 140 Privatpersonen aufgebracht wurde. Aus Kostengründen entschied sich das Unternehmen für die schmalspurige Errichtung der Lokalbahn, deren Spurweite von der Militärbehörde auf die so genannte Bosnische Spurweite von 760 mm festgelegt war. Neben hohen Fahrgastzahlen durch den großen Touristenanteil im Personenverkehr erwartete die Salzkammergut-Lokalbahn-Aktiengesellschaft darüber hinaus einen gewinnbringenden Güterverkehr durch die Erschließung des Waldreichtums der Region.

### Bahnbau und Eröffnung

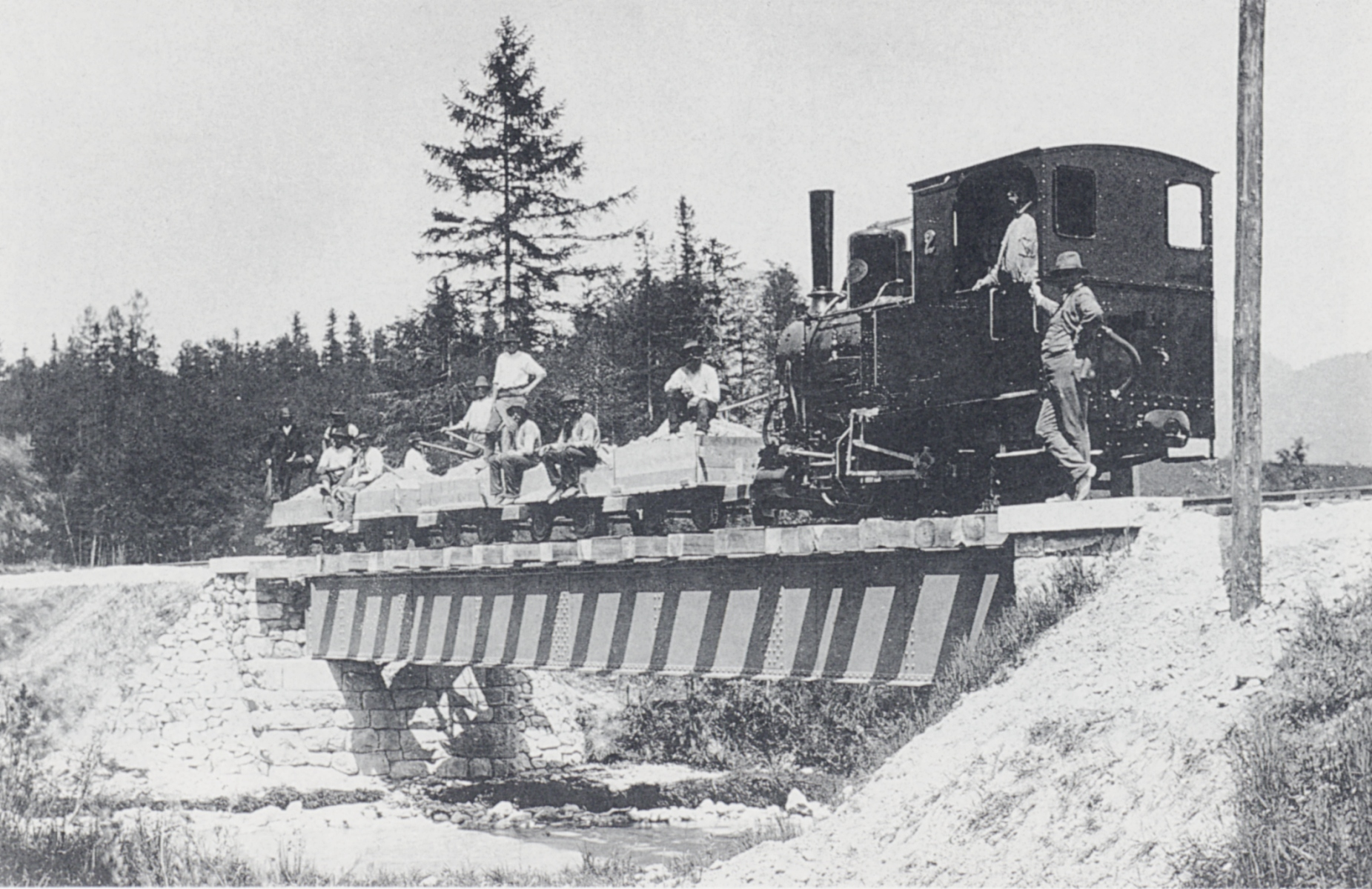
Lok 2 bei Brückenbauarbeiten

Nach dem Kauf aller erforderlichen Grundstücke wurde im Frühjahr 1890 mit den Bauarbeiten begonnen, wobei die Gesamtbauleitung Josef Stern oblag. Die Errichtung der Bahn erfolgte in drei Etappen.
Das erste, 9,6 km lange, Teilstück zwischen Bad Ischl Localbahnhof und Strobl, welches durch weitgehend unkompliziertes Gelände im Tal der Ischl führte, konnte bereits am 5. August 1890 eröffnet werden. Für den Betrieb dieses Streckenabschnitts wurden die zwei leichten Dampflokomotiven Nr. 1 und 2, sieben Personenwaggons der 2. Klasse, zwei Güterwaggons, zwei Gepäckwagen und zwei Postwagen beschafft. Da Bad Ischl der Sommersitz von Kaiser Franz Joseph war, erfolgte überdies die Anschaffung eines Salonwagens für den Kaiser.
Der erste Abschnitt der Bahn hatte seinen Ausgangspunkt beim Localbahnhof in Bad Ischl im Westen des Ortes. Mit dem Hauptbahnhof von Bad Ischl wurde die Lokalbahn erst später verbunden. Zwischen August und September verkehrten täglich acht Zugpaare, im Winter wochentags nur vier und samstags acht Zugpaare. Auf Grund des hohen Fremdenverkehrsaufkommens erhöhte die SKGLB die Anzahl der Zugpaare im Sommer 1891 auf neun.

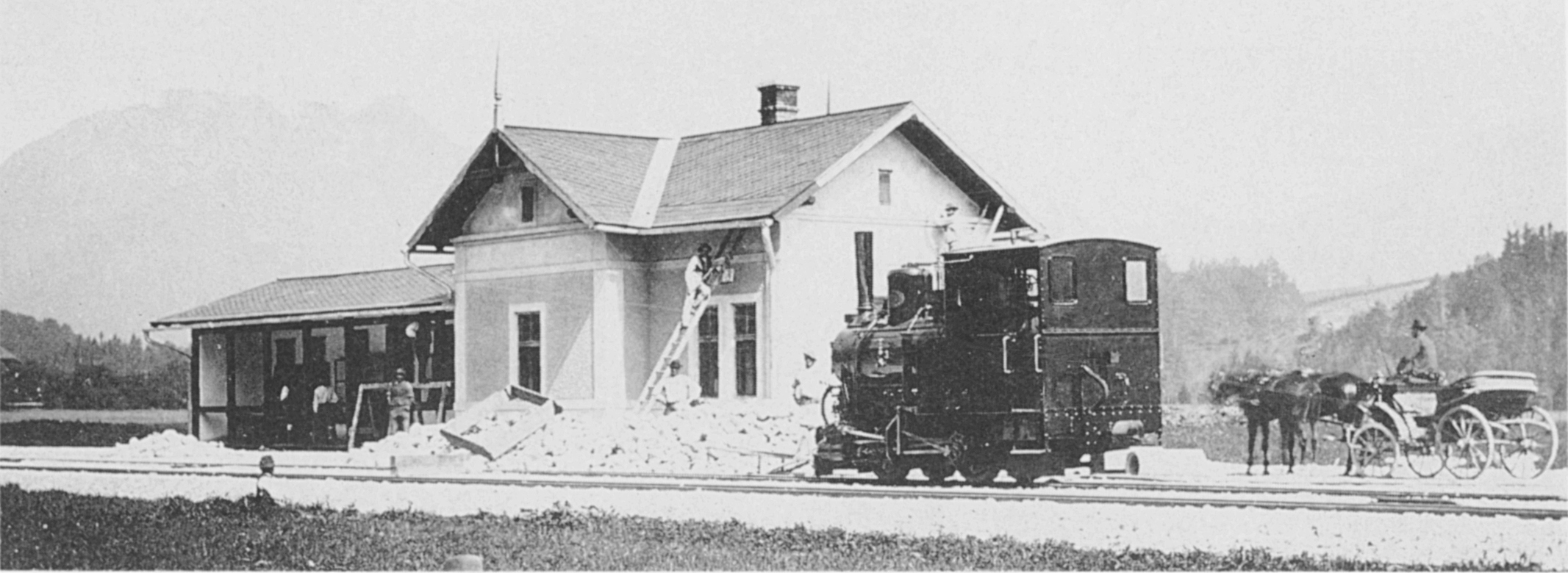
Errichtung des Bahnhofs Strobl

Am 28. Juli 1891 wurde der zweite, 31,6 km lange Teil der Strecke zwischen Salzburg und Mondsee eröffnet. Für den Betrieb dieses längeren und anspruchsvoller trassierten Streckenabschnitts wurden drei leistungsstärkere Lokomotiven jener Bauart beschafft, die sich seit 1888 schon auf der Steyrtalbahn bewährt hatte (Loks 3 – 5). Dazu kamen 13 Personenwaggons (1. und 3. Klasse), zwei Gepäckwagen, zwei Postwagen und 14 Güterwaggons. Täglich verkehrten fünf Personenzüge und ein Güterzug auf dem neu errichteten Teilstück; im Winter waren täglich nur drei gemischte Züge unterwegs.

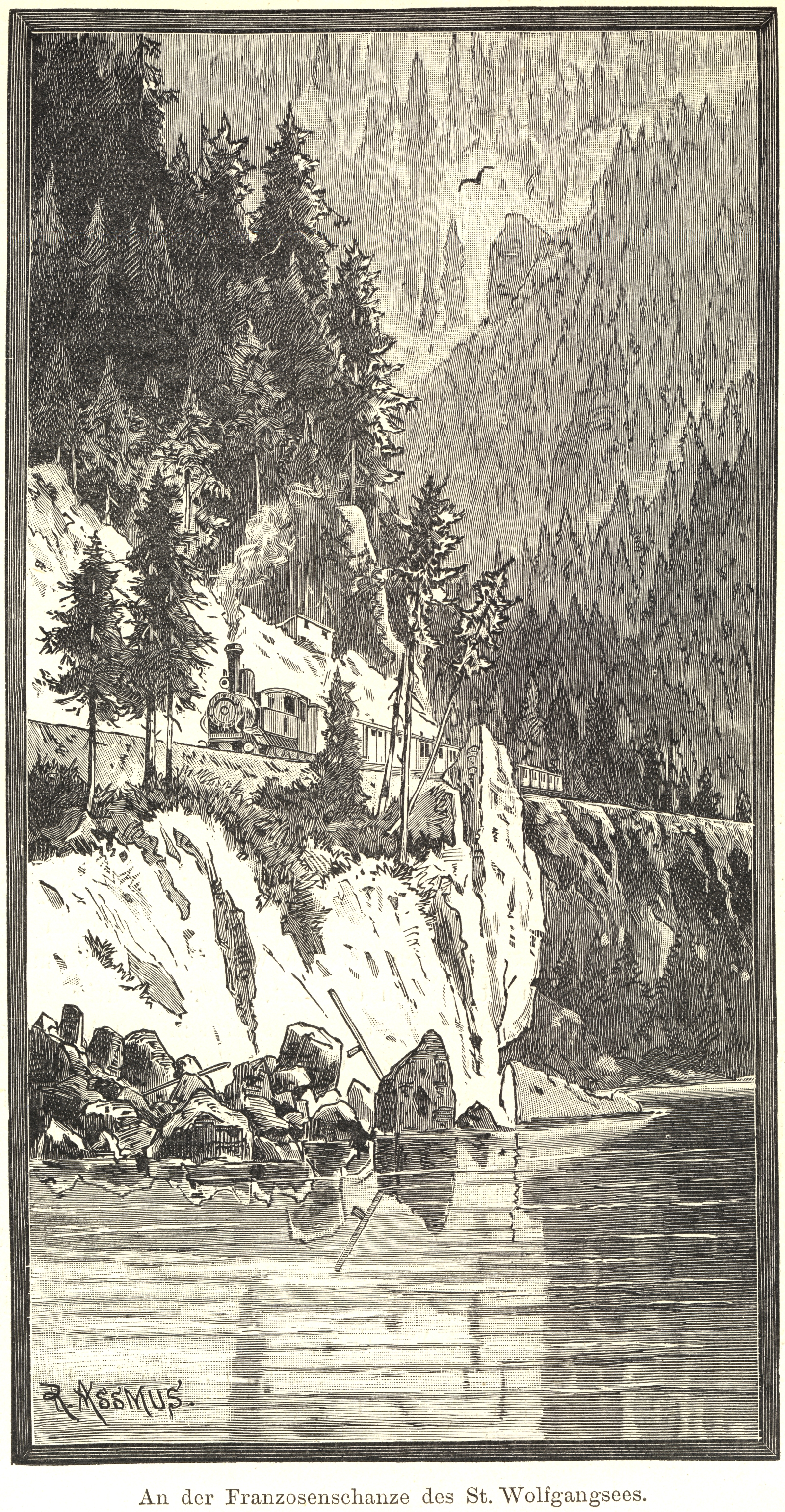
Zug der SKGLB an der Franzosenschanze am Wolfgangsee um 1904, Illustration von Robert Aßmus

Der Bau der letzten Etappe, des 22,4 km langen Lückenschlusses zwischen St. Lorenz am Mondsee und Strobl, gestaltete sich wesentlich schwieriger, da die Bahn in diesem Abschnitt Gebirgsbahncharakter aufwies. So arbeitete Josef Stern bei der Ausführung von Trassenfreisprengungen und Durchstichen eng mit der bereits als Geldgeber involvierten Lokalbahn-Aktiengesellschaft aus München zusammen. Deren Mitdirektor Victor Krüzner persönlich leitete die schwierigen Bauarbeiten, die zwei Jahre in Anspruch nahmen. Das Verbindungsstück zwischen den beiden fertigen Teilstrecken wurde am 20. Juni 1893 in Anwesenheit von Kaiser Franz Joseph eröffnet. Die SKGLB beschaffte fünf weitere Lokomotiven der Steyrtalbahntype (6 – 10), 19 Personenwaggons (1. und 3. Klasse), und 42 Güterwaggons. Die Verbindung der Bahn mit dem Hauptbahnhof in Bad Ischl wurde am 3. Juli 1894 für den Betrieb freigegeben. Mit dem Abschluss der Bauarbeiten erlangte das Streckennetz der SKGLB seine maximale Ausdehnung. Eine projektierte Verlängerung des Mondseer Astes über Zell am Moos nach Straßwalchen wurde aus wirtschaftlichen Gründen nicht realisiert. Für die Gesamtstrecke mussten zwei Viadukte, 58 Brücken und fünf Tunnels errichtet werden, zudem waren 432 Straßen- und Wegübergänge zu berücksichtigen.

Fahrplan von 1896

Der fortan nicht mehr benötigte Localbahnhof in Bad Ischl wurde in Personalwohnungen und eine Remise umgebaut. Am 1. August 1893 wurden die Schafbergbahn und das Hotel am Schafberg eröffnet. Beide Einrichtungen gehörten ebenfalls der Salzkammergut-Lokalbahn-Aktiengesellschaft, die zu diesem Zeitpunkt über 10 Lokomotiven, 39 Personenwaggons, vier Gepäckwagen, vier Postwagen, 58 Güterwaggons und einen Salonwagen verfügte. Auch vier offene Sommerwagen gehörten ursprünglich zum Fuhrpark der SKGLB. Da diese 1890 beschafften Fahrzeuge keine Übergänge zu anderen Wagen hatten, mussten die Fahrgäste jedoch bei einsetzendem Regen bis zum nächsten Bahnhof ausharren, um in einen geschlossenen Wagen zu wechseln. Der Einsatz der Sommerwagen war durch das wechselhafte Klima des Salzkammergutes daher kaum zu planen und so wurden sie 1906 in herkömmliche geschlossene Reisezugwagen umgebaut.
Die Beförderungszahlen entwickelten sich stärker als erwartet. Im ersten Geschäftsjahr 1890/1891 wurden 140.767 Fahrgäste befördert. In den Jahren 1896 und 1897 musste die Strecke mehrmals wegen Hochwassers gesperrt werden. Im Jahre 1898 kaufte die SKGLB zudem die Dampfschifffahrt auf dem Wolfgangsee von den Erben des Unternehmensgründers.
1912 schlug Josef Stern die Elektrifizierung der Lokalbahn vor. Dieses Projekt scheiterte ebenso, wie die drei Jahre zuvor ausgearbeiteten Pläne zur Elektrifizierung der normalspurigen Salzkammergutbahn und ein bereits 1907 erstelltes erstes Projekt zur Elektrifizierung der SKGLB, am Widerstand des Militärs, das elektrische Lokomotiven bei Bedarf nicht auf den ausschließlich mit Dampf betriebenen Strecken in Bosnien und Herzegowina hätte einsetzen können.

### Kriegsjahre, Aufschwung und Krise

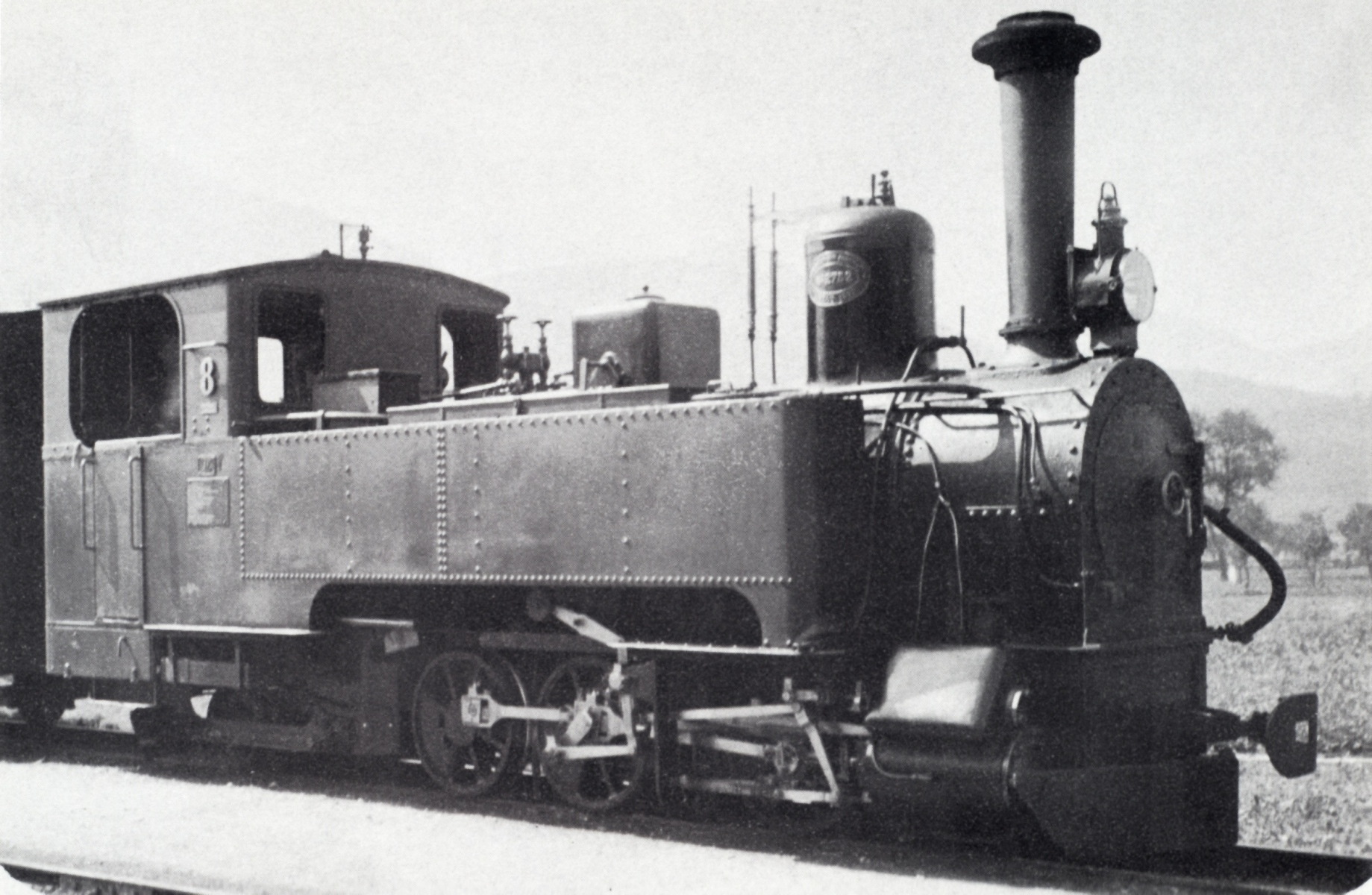
Lok 8 – eine der an die Heeresverwaltung abgegebenen Maschinen

Der Erste Weltkrieg brachte zwar keinen Rückgang der Beförderungszahlen mit sich – die Fahrgastzahlen stiegen stetig an –, hingegen wirkte sich der Krieg negativ auf die Verfügbarkeit der Betriebsmittel der SKGLB aus. Zwischen 1915 und 1918 requirierte die Heeresverwaltung sechs Lokomotiven, die auf den strategisch wichtigen Schmalspurbahnen in Bosnien und der Herzegowina zum Einsatz kamen. Die Salzkammergut-Lokalbahn musste den Betrieb mit den verbliebenen sechs Lokomotiven abwickeln. Längst notwendige Modernisierungsmaßnahmen konnten nicht verwirklicht werden. Der stetig steigende Kohlen- und Personalmangel führte zu einer starken Einschränkung des Zugverkehrs. Am 14. und 15. Dezember 1917 kam es zur vollständigen Einstellung des Betriebs; fortan verkehrten täglich nur mehr zwei Zugpaare. Die eingezogenen Fahrzeuge kehrten nach Kriegsende nicht mehr vollzählig ins Salzkammergut zurück.
Das Ende des Krieges brachte eine drastische Verschlechterung der Wirtschaftslage mit sich. Die Salzkammergut-Lokalbahn befand sich in großen finanziellen Schwierigkeiten. Sie schloss ein Übereinkommen mit dem Bund, wodurch die Lokalbahn ab dem 1. Dezember 1920 für vier Jahre von der Republik Österreich verwaltet und durch die damals BBÖ abgekürzten Staatsbahnen betrieben wurde. Diese konnten den Engpass bei den Fahrbetriebsmitteln durch den Einsatz eigener Schmalspurfahrzeuge verringern. Kurze Zeit später erfolgte der Verkauf aller zur SKGLB gehörenden Unternehmungen, die nicht direkt zum Kerngeschäft der Lokalbahn gehörten; nur das Hotel am Schafberg blieb weiterhin im Besitz der Salzkammergut-Lokalbahn. Zudem wurden eine komplette Erneuerung der Gleise und Schwellen sowie umfangreiche Reparaturen an den Fahrzeugen der SKGLB vorgenommen. Josef Stern setzte sich für die Lokalbahn ein und kaufte mehrere große Aktienpakete. Im Jahre 1923 gelangten die Salzkammergut-Lokalbahn, die Schafbergbahn samt Hotel und die Wolfgangsee-Schifffahrt in den Besitz der Firma Stern & Hafferl. Josef Stern arbeitete erneut ein Projekt zur Elektrifizierung der Bahn aus; er verstarb jedoch bevor er seine Pläne umsetzen konnte. Mit der Abwicklung der Verlassenschaft von Josef Stern erfolgte der Verkauf seiner Aktien, wodurch sich die Bahn ab dem 1. Jänner 1925 wieder im Besitz der deutschen Lokalbahn Aktien-Gesellschaft befand.
Zwischen 1925 und 1929 verzeichnete die Bahn wieder wachsende Fahrgastzahlen. Im Jahre 1928 erfolgte die Anschaffung vierachsiger Personenwaggons. Die Weltwirtschaftskrise im Jahre 1929 führte zu einem Rückgang der als Einnahmequelle wichtigen Touristen. Die Salzkammergut-Lokalbahn befand sich dadurch in einer finanziellen Krise, die selbst durch den Verkauf der Schafbergbahn mitsamt Hotel und der Wolfgangsee-Schifffahrt an das Österreichische Verkehrsbüro im Jahr 1932 nicht gelöst werden konnte. Darüber hinaus führten der in diesen Jahren aufkommende, motorisierte Individualverkehr sowie lokale Busunternehmen zu steigendem Konkurrenzdruck.
Das Ausbleiben deutscher Touristen infolge der 1933 verhängten Tausend-Mark-Sperre führten zu sinkenden Fahrgastzahlen, die die SKGLB durch den Erwerb mehrerer Konzessionen für Buslinien zu kompensieren versuchte. Diese Buslinien verliefen weitgehend parallel zur Bahn. Ferner beschaffte sie zur Verkürzung der Fahrzeiten drei benzinhydraulische Triebwagen TBCa von Austro-Daimler, die ab dem 15. Juli 1933 zum Einsatz kamen. Die Getriebe dieser Fahrzeuge hielten den Belastungen im Betrieb jedoch nicht stand, weshalb sie bereits nach einem Jahr außer Dienst gestellt werden mussten.
Durch den nach dem „Anschluss“ an das Deutsche Reich einsetzenden Besucherstrom deutscher Touristen verbesserte sich die finanzielle Situation der SKGLB wieder. Im Jahre 1939 wurde die Lokalbahn Aktien-Gesellschaft enteignet und die SKGLB in den Besitz der Reichsgaue Salzburg und Oberdonau (nach 1945 Bundesländer Salzburg und Oberösterreich) übernommen. Da überdies die Straßenfahrzeuge für Kriegszwecke eingezogen wurden, musste die SKGLB ihre Buslinien einstellen.
Im Laufe des Zweiten Weltkrieges stiegen die Fahrgastzahlen stetig an. 1943 wurden erstmals mehr als 1,5 Millionen Fahrgäste befördert und dadurch der Fuhrpark bis aufs äußerste beansprucht. Darüber hinaus wurde die Bahn durch Kriegshandlungen in Mitleidenschaft gezogen. Am 11. April 1945 griffen zwei Lockheed P-38 einen Zug in der Nähe der Haltestelle Teufelmühle an; dabei wurden fünf Personen getötet, mehrere verletzt und alle Fahrzeuge beschädigt. Während des Krieges wurden Pläne ausgearbeitet, die den Umbau der Lokalbahn in eine Normalspurbahn vorsahen – diese konnten jedoch nicht verwirklicht werden.

### Nachkriegszeit und Einstellung

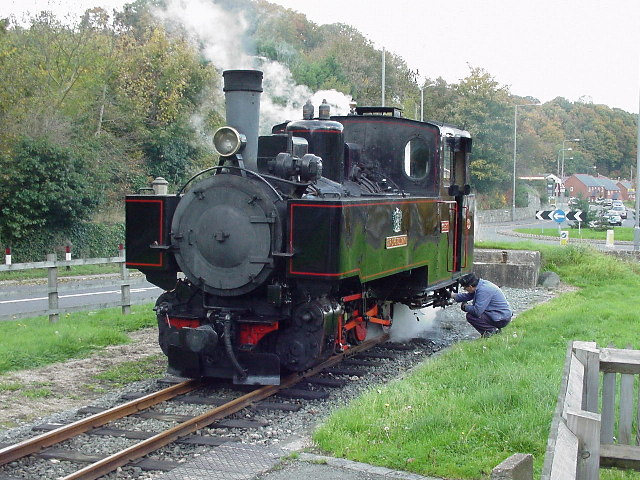
Die ehemalige SKGLB-Lokomotive 19 als Museumslokomotive auf der Welshpool and Llanfair Light Railway in Wales.

Zwischen 9. und 15. Mai 1945 wurde der Zugverkehr auf der Strecke zunächst eingestellt und danach schrittweise wieder aufgenommen, jedoch bis 30. September ohne Sonntagszüge. Ab 1. Oktober 1945 konnten wieder alle im Fahrplan vorgesehenen Züge verkehren. In der Nachkriegszeit unterblieben die dringend notwendigen Modernisierungsmaßnahmen, wie etwa die bereits mehrmals vorgeschlagene Elektrifizierung, oder die Erneuerung des Fuhrparks, der zum großen Teil noch aus dem Altbestand von 1893 bestand. Die SKGLB erhielt von der United States Forces in Austria (USFA) einige Fahrzeuge, die zuvor als Beutegut beschlagnahmt wurden. Im Jahre 1946 wurde mit 2.146.614 Fahrgästen ein Rekord der Beförderungszahlen aufgestellt.
Am 21. März 1948 ereignete sich einer der schwersten Unfälle in der Geschichte der Salzkammergut-Lokalbahn: Das Lokpersonal eines Sonderzuges mit Theaterbesuchern, der gegen 23 Uhr die Rückfahrt von Salzburg nach Bad Ischl antrat, übersah, dass die Strecke vor dem Scharflinger Tunnel infolge eines Felssturzes weggerissen war. Die Lokomotive entgleiste und stürzte etwa 60 Meter in die Tiefe. Da die Kupplung brach, blieben die Personenwaggons auf den Gleisen stehen und wurden nicht mitgerissen. Lokführer und Heizer überlebten den Unfall nicht. Lok 6 wurde dabei so schwer beschädigt, dass sie nach der Bergung und Entnahme noch brauchbarer Teile verschrottet wurde. Der zerstörte Streckenabschnitt konnte erst ab 5. Mai wieder befahren werden.
Nach dem Rekordjahr 1946 sanken die Beförderungszahlen stetig und die Bahn war der immer mächtiger werdenden Konkurrenz des Individualverkehrs nicht mehr gewachsen. Obwohl die Elektrifizierung der SKGLB als Bedingung für den Weiterbestand der Bahn angesehen wurde, unterblieb sie letztendlich. Die Lokalbahn war nicht mehr konkurrenzfähig und die Wahrscheinlichkeit einer Einstellung zeichnete sich immer deutlicher ab. Zwischen 1950 und 1957 wurde ein erfolgloser „Einstellungskampf“ geführt.

Amtliche Verlautbarung der Einstellung

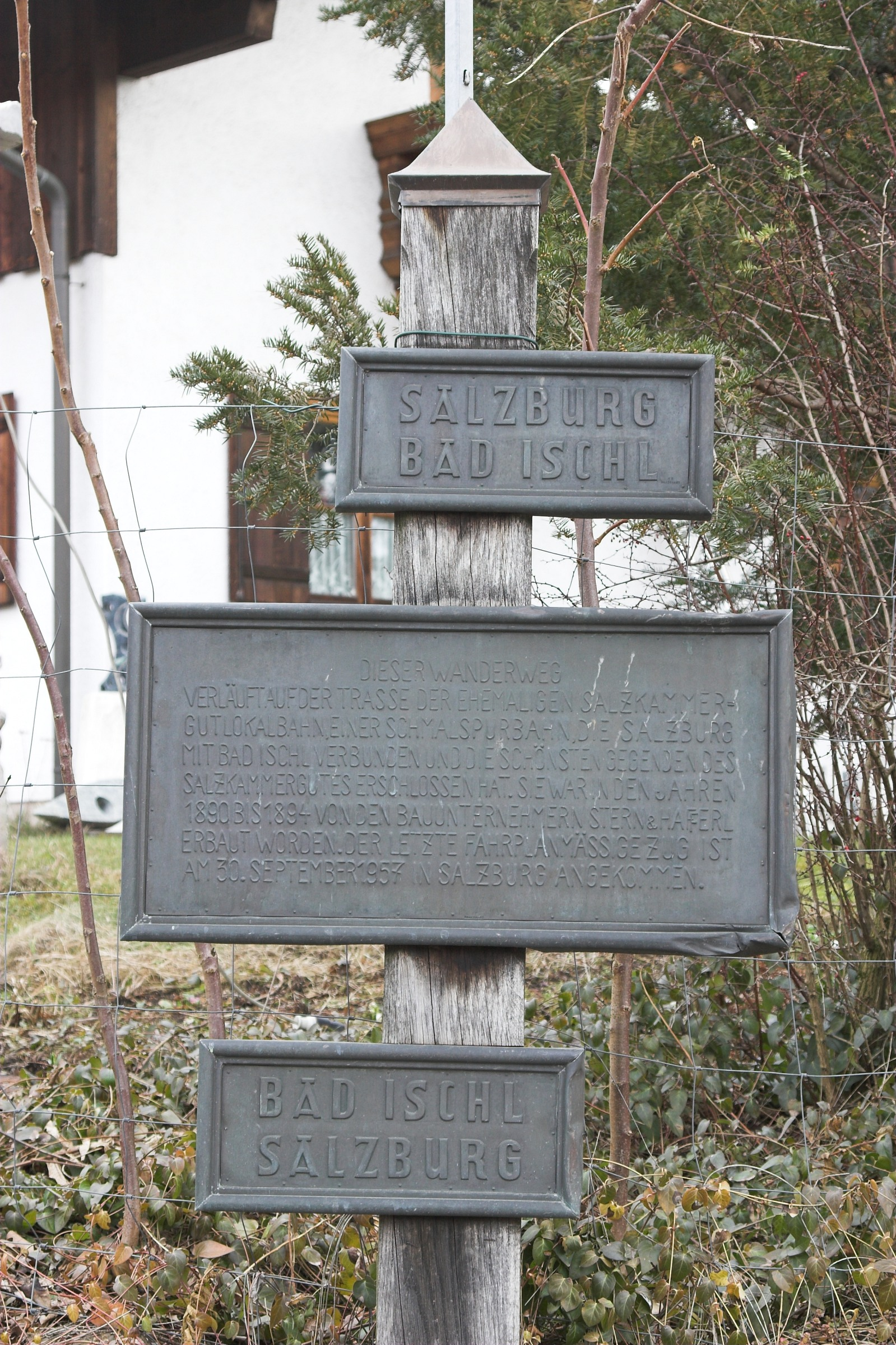
Erinnerungstafel an die SKGLB in Salzburg

Die Wiener Zeitung berichtete in der Ausgabe vom 9. Juli 1950: Für die „Salzkammergut-Lokalbahn, gegen deren Einstellung allseits protestiert wird, sollen aus ERP-Mitteln 4,5 Millionen bereitgestellt werden, wofür das Land Salzburg die Haftung zu übernehmen hätte.“ Die Gründe, warum die SKGLB diesen ERP-Kredit aus dem Marshallplan nicht erhalten hat, wurden nie öffentlich bekannt gegeben. In diesem Jahr wurde zudem von einer möglichen Übernahme durch die ÖBB und einer Umstellung auf Dieseltraktion berichtet.
Im Jahre 1951 wurde der Landesregierung von Salzburg ein Gutachten des Arbeitsausschusses für Verkehrsfragen des Österreichischen Ingenieur- und Architekten-Vereins vorgelegt, das die Vorteile einer modernisierten Lokalbahn gegenüber dem Straßenverkehr aufzeigen sollte. Zudem sprachen sich Politiker gegen die Einstellung der Bahn aus. Im Jahre 1955 legte Ing. Karl Stern ein Projekt zur Rettung der SKGLB vor. Durch die Elektrifizierung, die Erneuerung des Fahrzeugparks und dank Rationalisierung des Betriebs hätte die Bahn vor der Einstellung bewahrt werden sollen. Die Fertigstellung wäre bis Oktober 1957 umsetzbar gewesen.
Die lokale Bevölkerung startete eine Initiative für den Erhalt der Salzkammergut-Lokalbahn, in der sich 50.000 Personen gegen deren Einstellung aussprachen. Am 21. September 1957 demonstrierten 2.500 Personen aus dem Salzkammergut vor dem Amt der Salzburger Landesregierung für den Erhalt der Bahn. Der Sprecher der Demonstranten wurde vom Salzburger Landeshauptmann Josef Klaus darauf hingewiesen, dass die Einstellung der Salzkammergut-Lokalbahn unausweichlich wäre. Begründet wurde diese Aussage damit, dass es sich dabei um eine „Entscheidung aus Wien“ handle, an der es nichts mehr zu rütteln gebe. Eigentümer der Bahn waren zu diesem Zeitpunkt die Bundesländer Salzburg und Oberösterreich.
Am 30. September 1957 fuhr der letzte planmäßige Personenzug, der von zehntausenden Besuchern, die sich entlang der Strecke versammelt hatten, verabschiedet wurde. Dieser Zug wurde von Lok 12 gezogen, an der eine Tafel mit folgender Aufschrift angebracht wurde:
Heute fahre ich zum letztenmal
durch das schöne, grüne Tal.
Meine lieben Berge und Seen
lebet wohl auf Wiedersehn!
Der Güterverkehr wurde bis zum 10. Oktober aufrechterhalten, um die noch vorhandenen Frachten abzuführen. Das Personal wurde pensioniert oder von den ÖBB übernommen. Nach dem 10. Oktober 1957 wurde in einigen Abschnitten bereits mit der Demontage der Gleisanlagen begonnen, wodurch eine Reaktivierung der Strecke unmöglich gemacht wurde. Die letzten Zugfahrten fanden im Sommer 1958 im Zuge der Gleisabtragung statt.

### Nachwirken
Am 15. Oktober 1957 beschloss die Hauptversammlung, das Unternehmen in Liquidation zu führen. Den öffentlichen Personenverkehr ersetzten Postbusse. Die endgültige Auflösung des Unternehmens erfolgte erst am 15. Jänner 1964 durch Löschung aus dem Handelsregister am Landesgericht Salzburg. Die Trasse wurde in mehreren Abschnitten zur Verbreiterung von Straßen genutzt. Die Strecke von Salzburg nach Eugendorf blieb im Wesentlichen unverbaut. Auf ihr verläuft seit Mitte der 1990er Jahre ein Radweg.
Der Abbruch der Trasse kostete 80 Millionen Schilling. Da zum Zeitpunkt der Bahneinstellung die als Ersatz vorgesehenen Straßen noch nicht adäquat ausgebaut und in langen Abschnitten noch einspurig waren, mussten für deren Ausbau weitere 350 Millionen Schilling aufgebracht werden – erste Schätzungen sprachen hingegen noch von 210 Millionen. An den Uferbereichen am Wolfgangsee und am Mondsee sowie auf der Scharflinger Höhe konnten diese Arbeiten erst nach Abtragung der Bahntrasse in Angriff genommen werden, sodass der mittlerweile stark angestiegene Straßenverkehr anfangs mit erheblichen Problemen zu kämpfen hatte.
Für die Elektrifizierung und die Anschaffung passender Fahrzeuge wären Investitionen in Höhe von 44 Millionen Schilling notwendig gewesen. Die Presse berichtete am 25. September 1957, dass das für die Elektrifizierung der Bahn notwendige Material bereits vorhanden gewesen und nach der Einstellung wieder verkauft worden sei.
Mit der SKGLB wurde erstmals in Österreich eine Bahnstrecke von nennenswerter Länge und überregionaler Bedeutung stillgelegt. Wie bei anderen Schmalspurbahnen in Österreich hatte die lokale Bevölkerung, welche die Abkürzung „SKGLB“ scherzhaft als „Sie kommt gar langsam und bedächtig“ umdeutete, eine starke Bindung zu ihrer Bahn. Das Lied Zwischen Salzburg und Bad Ischl aus dem Film Kaiserball ist selbst 50 Jahre nach der Einstellung der Bahn der Öffentlichkeit durchaus bekannt. Der Text beschreibt in launigen Versen die lange Zeit weit verbreitete Wahrnehmung von Lokalbahnen: langsam und unbequem, jedoch in den Herzen der regionalen Bevölkerung verankert. Der Komponist Rudi Gfaller widmete der Bahn die 1963 bei den Operetten-Festspielen Bad Ischl uraufgeführte Operette Der feurige Elias. Heute erinnert vor allem das SKGLB-Museum in Mondsee an die Bahn.

## Streckenverlauf

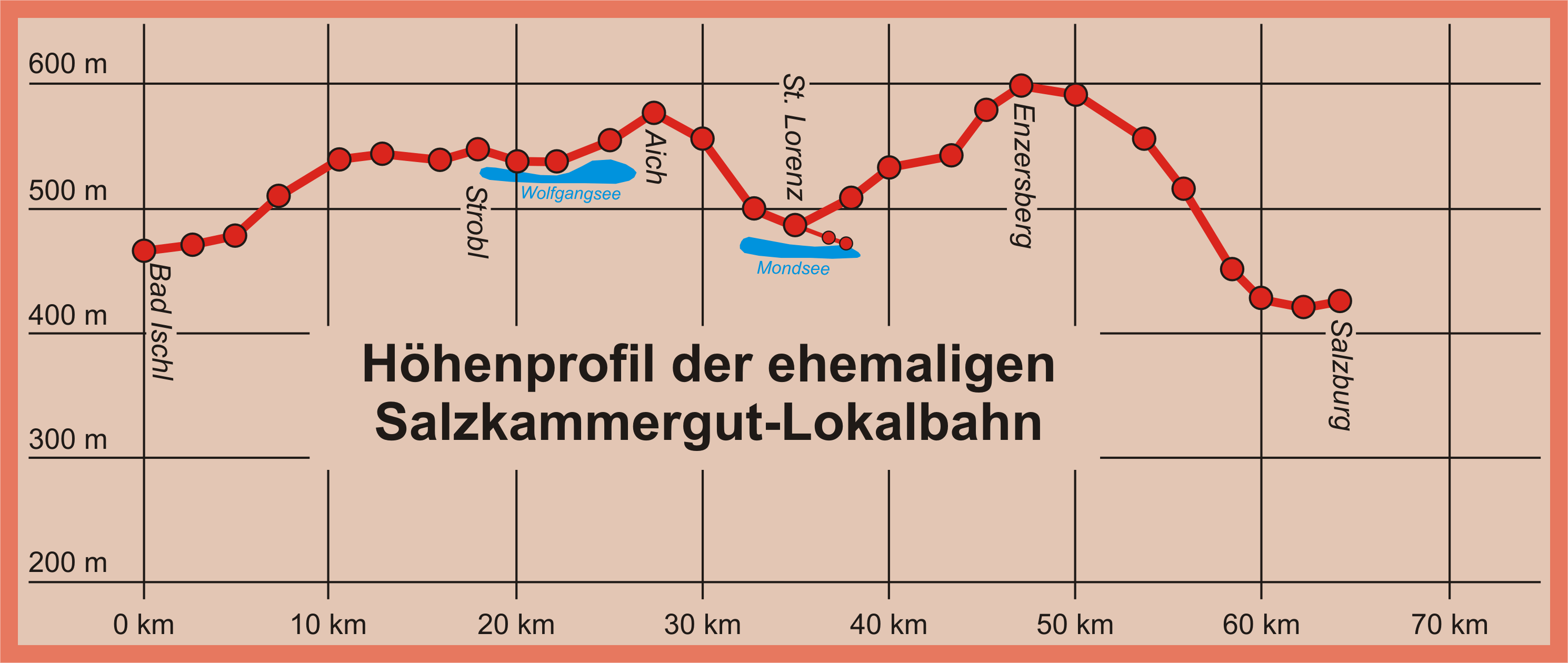
Höhenprofil

Obwohl die Strecke der Salzkammergut-Lokalbahn nur knapp 180 Meter Höhenunterschied zu bewältigen hatte und mit 599 m ihren Scheitelpunkt erreichte, zeigte ihr Verlauf neben einigen Flachstrecken ebenso die Merkmale einer Gebirgsbahn. So wurde im Teilstück Strobl – St. Lorenz mehrmals die nominelle Maximalsteigung von 25 ‰ überschritten, unter anderem bei St. Gilgen mit 27,5 ‰.

### Bad Ischl – Strobl

Zug bei Aschau, um 1900

Am Personenbahnhof Bad Ischl, dem Ausgangspunkt der Lokalbahn, waren wegen der beengten Platzverhältnisse neben den Einrichtungen der Salzkammergutbahn nur ein Bahnsteiggleis und ein Rangiergleis zum Umsetzen der Lokomotive vorhanden. Zur Ausfahrt in Richtung Salzburg vereinigten sich zunächst die Schmalspur der SKGLB und die Normalspur der Salzkammergutbahn zu einem – in Österreich einzigartigen – asymmetrischen Vierschienengleis: Eine Schiene der Schmalspurbahn war innerhalb der Normalspurschienen, die andere außerhalb verlegt. Beide Bahnen querten so die Traun auf der sogenannten Lokalbahnbrücke und durchfuhren anschließend den Ischler Tunnel der Salzkammergutbahn.
Beim Bad Ischler Frachtenbahnhof, der mit einem Heizhaus und Anlagen für den Güterumschlag zwischen SKGLB und Salzkammergutbahn ausgestattet war, wechselte die Bahn auf einen eigenen Gleiskörper und querte erneut die Traun auf einer Fachwerkbrücke. Nach der im Ischler Villenviertel gelegenen Haltestelle Kaltenbach und der Durchfahrung des mit 685 m längsten Tunnels der Strecke durch den Kalvarienberg Bad Ischl wendete sich die Bahn nach Westen, um dem Talverlauf der Ischl zu folgen. Sie passierte die Stationen Aschau, Wacht, Aigen-Voglhub (mit Ausweichgleis für Zugkreuzungen) und Weissenbach und erreichte nach 12 km die ursprünglich erste Endstation Strobl am östlichen Ufer des Wolfgangsees.

### Strobl – St. Lorenz

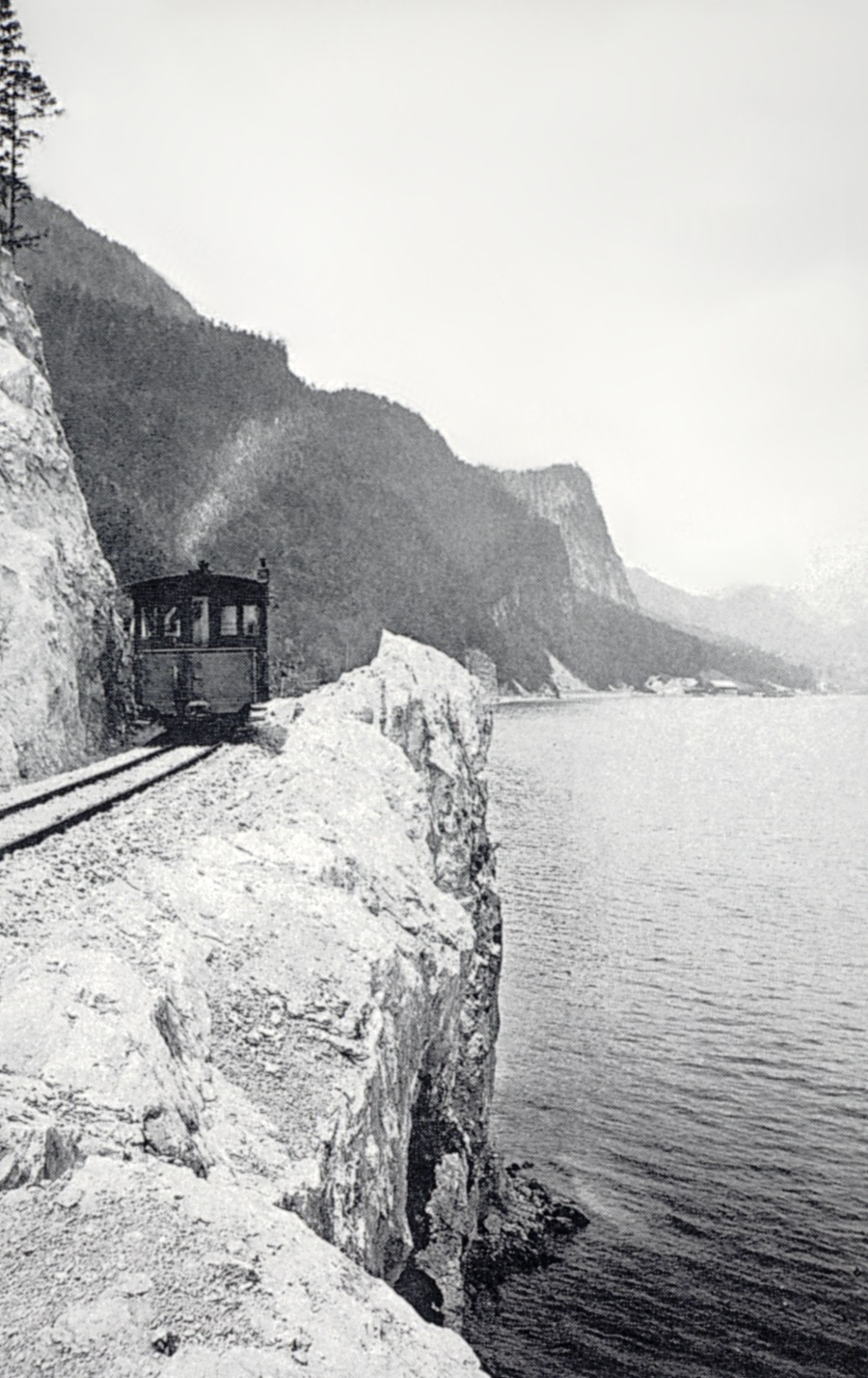
Am Ufer des Wolfgangsees

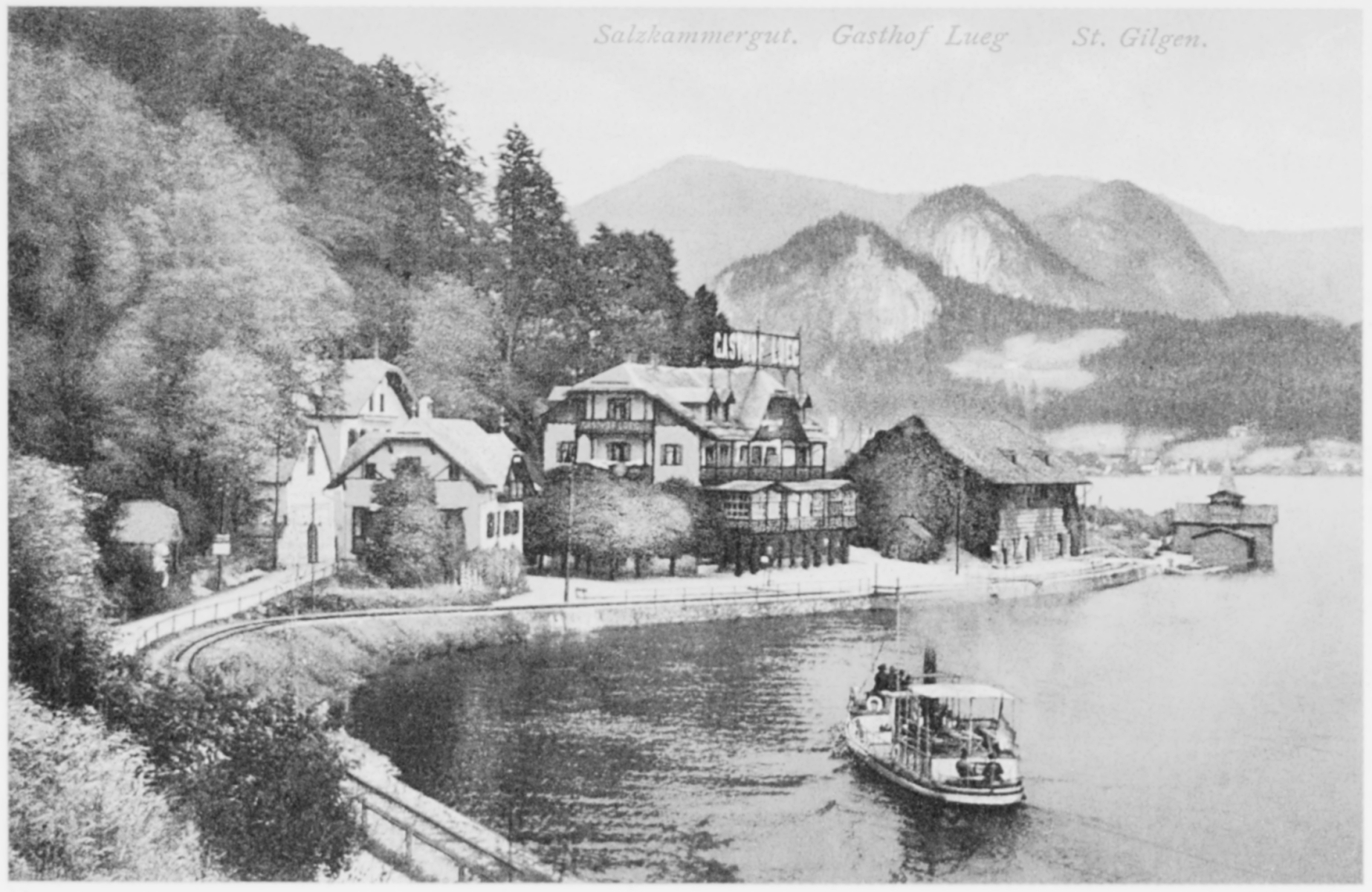
SKGLB-Trasse bei Lueg Wolfgangsee

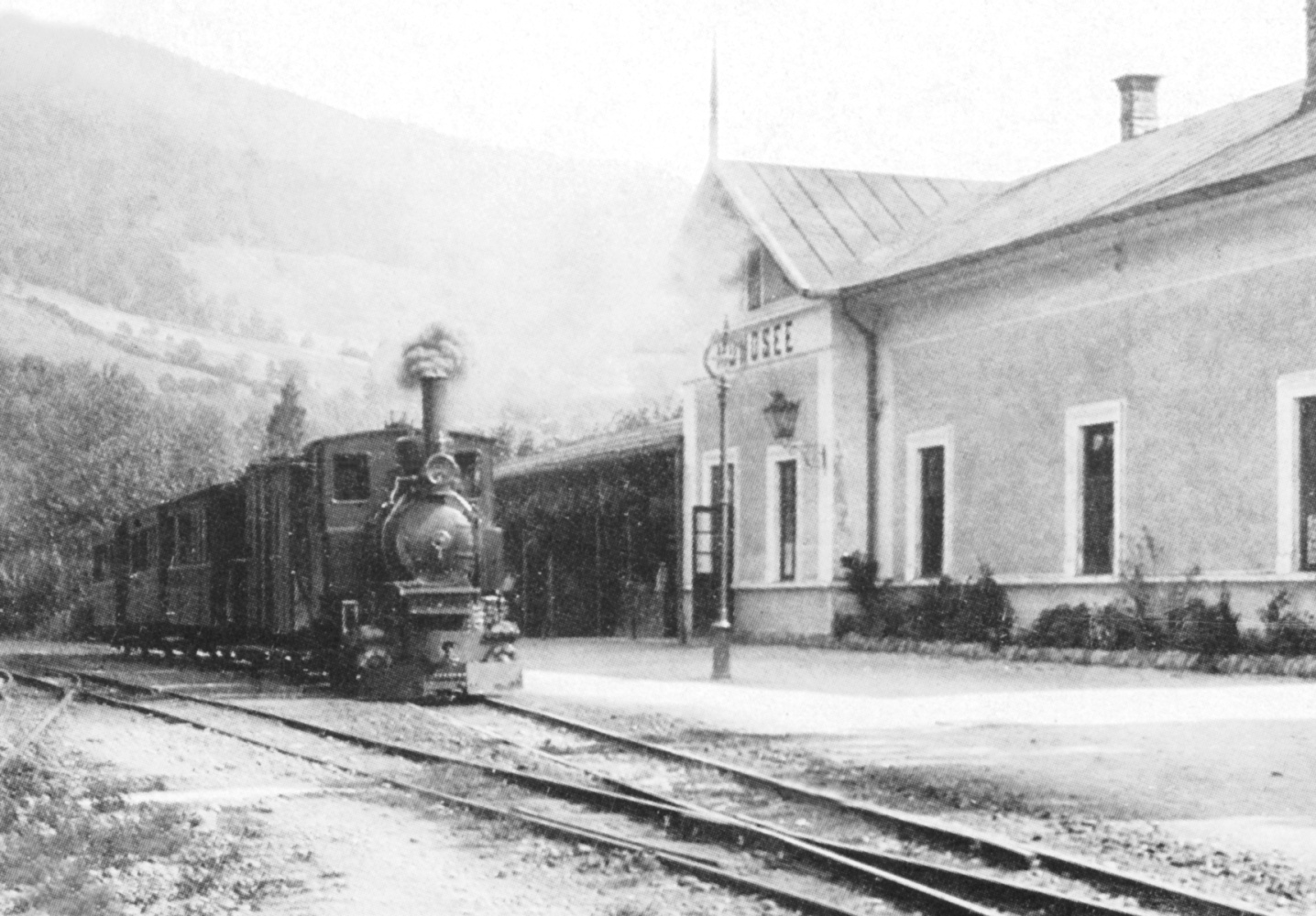
Lokalbahnzug im Bahnhof Mondsee

Von Strobl aus verlief die Bahn zunächst durch das Blinklingmoos und folgte danach dem Ufer des Wolfgangsees. Beim Bahnhof St. Wolfgang (Lokalbahn) bei Forsthub bestand ein direkter Anschluss zur Wolfgangsee-Schifffahrt, die die auf den Bahnfahrplan abgestimmte Verbindungen zum Wallfahrtsort St. Wolfgang und zur Schafbergbahn am gegenüberliegenden Ufer herstellte. Die weitere Trasse, die den Schwemmkegel des Zinkenbachs etwas abseits des Seeufers abschnitt, stieß bei Gschwand wieder direkt auf das Seeufer. Am Steilabfall des Zwölferhorns in den See verblieb nur ein schmaler Streifen zwischen Felswand und Ufer, den sich Bahn und Straße teilen mussten. Bei der Haltestelle Lueg führte die Strecke kurioserweise durch den Gastgarten dieses Hotels. Im folgenden St. Gilgen, am nördlichen Ufer des Sees, befand sich in den letzten Betriebsjahren der Bahn schon die Talstation der Zwölferhornseilbahn, ein bedeutender Anziehungspunkt für den Fremdenverkehr.
Im folgenden Abschnitt wies die Salzkammergut-Lokalbahn Gebirgsbahncharakter auf. Über die Haltestellen Billroth bei St. Gilgen, Aich in Winkl mit der Ausweiche Hüttenstein, und am Krotensee vorbei, führte die Trasse hinauf zur Scharflinger Höhe, der Wasserscheide zwischen Wolfgangsee und Mondsee, die die Bahn in dem 436 Meter langen Hüttensteiner Tunnel durchquert. Ab der Haltestelle Scharfling, noch hoch über dem Mondsee gelegen, fuhr die Bahn an den Abbrüchen des Almkogels weiter durch zwei kürzere Tunnels und auf einer in die Felswand geschlagenen Trasse bis zur Haltestelle Plomberg am Ufer des Mondsees hinab.
Vorbei an der markanten Steilwand der Drachenwand verlief das Gleis ab Plomberg durch ebene Wiesen bei St. Lorenz zum Bahnhof St. Lorenz bei der Wagnermühle, dem Abzweigbahnhof der Nebenstrecke nach Mondsee. Als Knotenpunkt war er mit umfangreicheren Gleisanlagen sowie einem Sägewerk–Gleisanschluss ausgestattet. In St. Lorenz wurden die Lokomotiven aller Züge der Hauptstrecke immer mit Wasser und meist ebenso mit Kohle ergänzt.

### St. Lorenz – Mondsee
Der Zweigabschnitt von St. Lorenz nach Mondsee, der ursprünglich ein Teilstück der Strecke von Salzburg war, führte weitgehend eben am westlichen Ufer des Mondsees entlang. Er bediente auf der kurzen Strecke die Haltestellen Schwarzindien und Leitnerbräukeller. Letztere bestand lediglich aus einer Stationstafel am gleichnamigen Wirtshaus. Nach 3,5 km endete die Strecke am Bahnhof Mondsee an der Seepromenade der Marktgemeinde.

### St. Lorenz – Salzburg

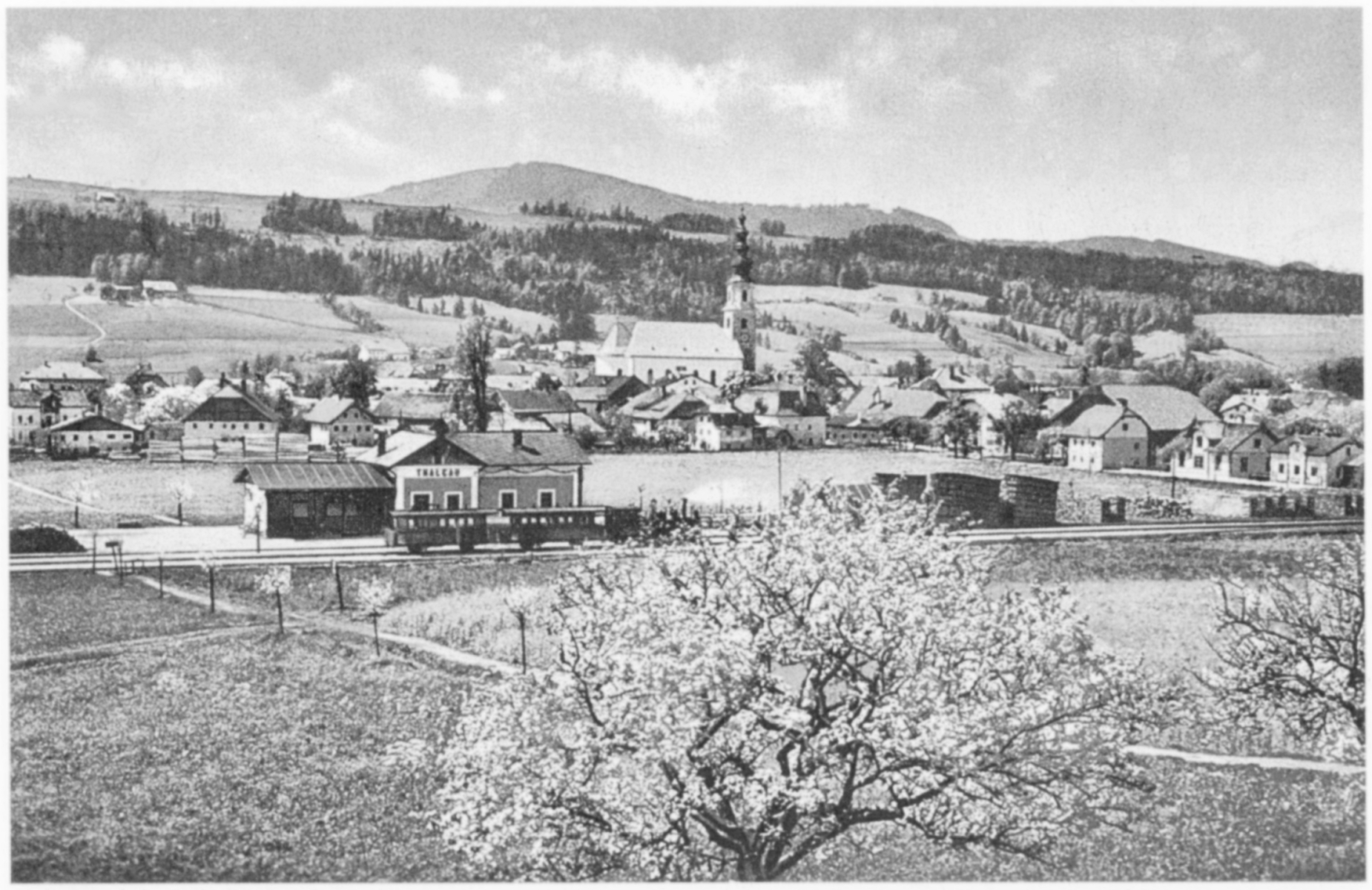
Thalgau mit Bahnhof

Die Hauptstrecke folgte ab St. Lorenz ansteigend über die Haltestellen Teufelmühle und Vetterbach dem Tal der Fuschler Ache und erreichte mit Thalgau den nächsten größeren Ort. Nachdem der Talgrund in nördlicher Richtung verlassen wurde, unterquerte die Bahn bei Irlach erstmals die Trasse der in den späten 1950er Jahren fertiggestellten Westautobahn und überschritt nahe der Haltestelle Enzersberg auf 600 m ü. A. die Wasserscheide zwischen dem Mondsee und der Salzach. Dieser Abschnitt der SKGLB durch das Hügelland des Salzburger Flachgaus war höher gelegen, als der gebirgige Abschnitt über die Scharflinger Höhe.

Bahnhof Salzburg – Endpunkt der Bahn

Weiter führte die Strecke durch sanft hügelige Landschaft zum Bahnhof Kraiwiesen, durch den einige kleinere Siedlungen erschlossen wurden und nach Eugendorf, der nächsten größeren Gemeinde. Nachdem die Bahn einen Viadukt der Autobahn in südlicher Richtung unterquert hatte, senkte sie sich am Nordhang des Schernbachtals auf den nächsten fünf Kilometern stetig hinab in das gut 100 Meter tiefer gelegene Salzburger Becken.
Bei Söllheim war die Salzburger Stadtgrenze erreicht. Die Strecke führte hier an der Siedlung Sam vorbei, unterquerte die Brücke der normalspurigen Verbindungsbahn zwischen Westbahn und Gnigl, passierte die Betriebswerkstätte in Itzling und erreichte die Endstation für den SKGLB-Güterverkehr, den Frachtenbahnhof Itzling.
Personenzüge fuhren unter einer Brücke der Westbahn hindurch in Richtung Hauptbahnhof weiter. Das Gleis verlief zunächst dicht am Rand der Ischlerbahnstraße entlang, kreuzte die Bahnstrecke Salzburg Hbf–Salzburg Itzling niveaugleich, um danach den großen Ringlokschuppen der ÖBB zu passieren. Die Strecke endete im Salzburger Lokalbahnhof, der sich auf dem vor dem Hauptbahnhof gelegenen Südtiroler Platz befand. Dieser wurde gemeinsam mit der Bahnstrecke Salzburg–Lamprechtshausen, der ehemaligen Bahnstrecke Salzburg–Hangender Stein und der ebenfalls stillgelegten Straßenbahn Salzburg genutzt.

## Betrieb
Ein typischer SKGLB-Personenzug bestand zumeist aus drei bis fünf Personenwaggons und einem Gepäckwagen. Je nach Bedarf – beispielsweise bei Schülerzügen – wurden sie mit zusätzlichen Wagen verstärkt. Bis zur Einstellung fuhren die Züge während der Sommermonate wegen des starken Zustromes an Touristen mit langen Garnituren, die vielfach in Doppeltraktion geführt wurden. Während der Salzburger Festspiele verkehrten ab 1920 regelmäßig Sonderzüge, die als „Theaterzüge“ bezeichnet wurden und als zusätzlicher Zubringer zur Festspielstadt Salzburg gedacht waren.
Der Fahrplan auf der Zweigstrecke zwischen Mondsee und St. Lorenz war so ausgelegt, dass die Zweigstreckenzüge als Zubringer zur Hauptstrecke dienten und die Fahrgäste nach einer kurzen Wartezeit in den Zug Richtung Salzburg oder Bad Ischl umsteigen konnten. Für diesen Pendelverkehr auf der kurzen Strecke reichte eine einzige Garnitur. Ab etwa 1928 wurde für diese Aufgabe bevorzugt der aus einem vierachsigen Personenwagen umgebaute Motortriebwagen herangezogen.
Im Güterverkehr bediente die Bahn mehrere Betriebe, die über einen eigenen Gleisanschluss verfügten. In den Bahnhöfen und einigen Haltestellen standen weiters Ladegleise für lokale Verlader zur Verfügung. Die SKGLB transportierte neben Holz mehrerer streckennah angesiedelter, holzverarbeitender Betriebe, deren bedeutendster das Sägewerk in St. Lorenz war, ebenso Milch, Stückgut und Postsendungen. In Bad Ischl Frachtenbahnhof und in der Frachtenstation Salzburg-Itzling konnten die Güter zum Weitertransport auf die Normalspurbahn verladen werden. In Sankt Wolfgang bestand zudem die Möglichkeit, Güter auf Dampfschiffe der Wolfgangsee-Schifffahrt zu verladen.
In der Regel wurden Personen- und Güterverkehr auf der Salzkammergut-Lokalbahn getrennt geführt. Zwischen Salzburg und Bad Ischl wurde der Güterverkehr mit reinen Güterzügen betrieben. So wurden die Nachteile der auf vielen Lokalbahnen mit vergleichsweise bescheidenem Personenverkehr üblichen Güterzüge mit Personenbeförderung – lange Reisezeiten und Verspätungen durch die Rangieraufenthalte in den Stationen – vermieden. Als Zuglokomotiven kamen im Güterverkehr daher vorzugsweise die langsameren, jedoch leistungsstärker konstruierten Lokomotivtypen zum Einsatz. Lediglich auf der Zweigstrecke wurden die wenigen für Mondsee bestimmten Güterwagen dem Triebwagen beigegeben. Da die Bahn keine Drehscheiben besaß, erfolgte die Rückfahrt von Salzburg nach Bad Ischl oder von Mondsee nach St. Lorenz „rückwärts“, die Lokomotiven fuhren „Tender voraus“. Die erlaubte Höchstgeschwindigkeit betrug auf der Hauptstrecke 40 km/h, die Zweigstrecke St. Lorenz–Mondsee durfte mit 35 km/h befahren werden. Für den Sommer 1928 wurde für Schnellzüge eine Durchschnittsgeschwindigkeit von 37,2 km/h errechnet.

### Betriebseinrichtungen

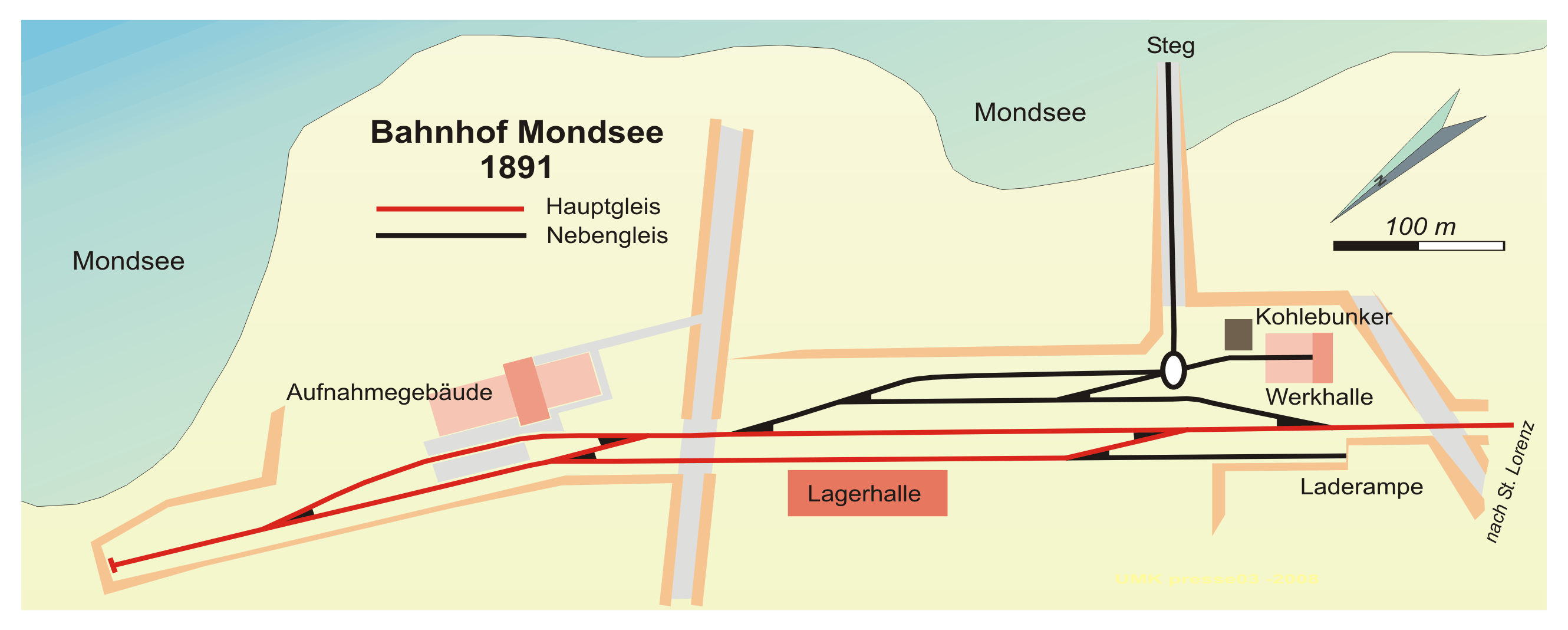
Gleisplan Bahnhof Mondsee 1891

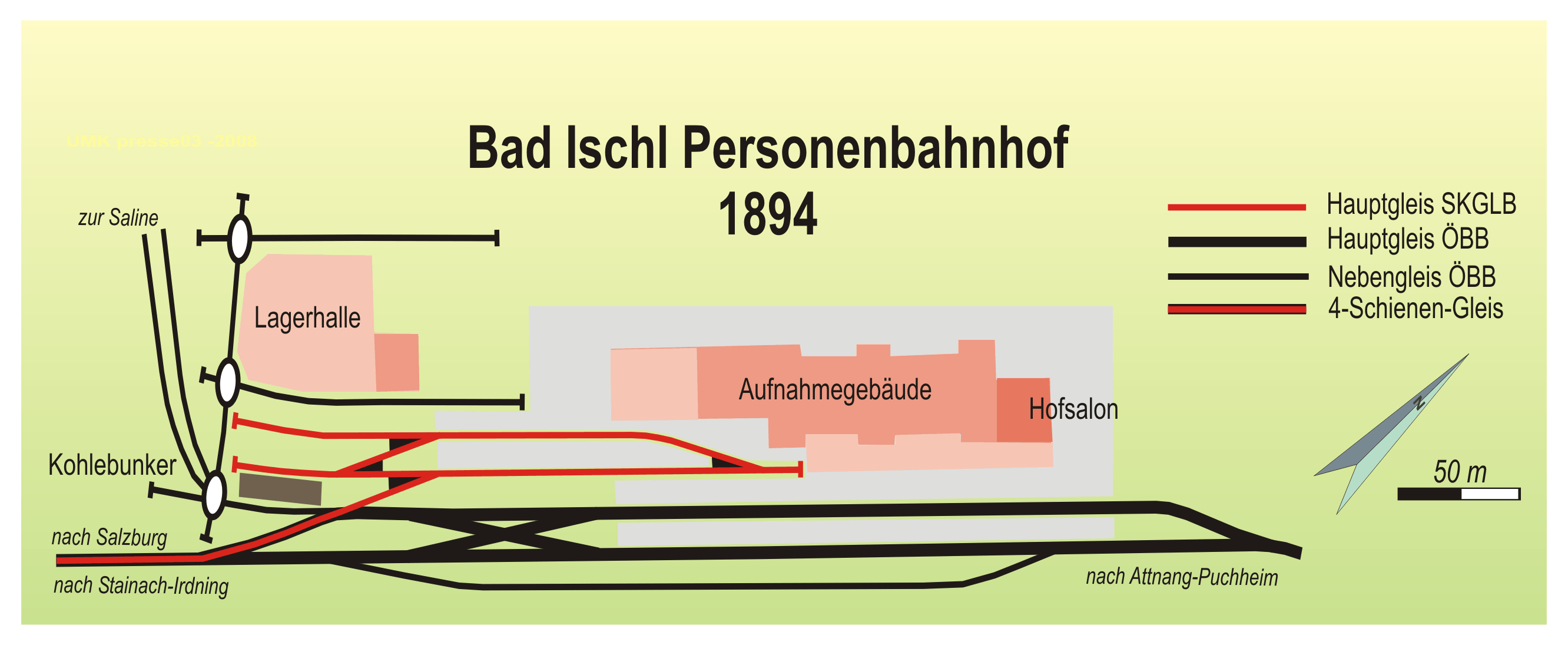
Gleisplan Bad Ischl Personenbahnhof 1894

Die Salzkammergut-Lokalbahn wies inklusive aller Nebengleise eine Gleislänge von 74,7 Kilometern auf. Auf der ganzen Strecke waren Vignolschienen verlegt, die an Holzschwellen, die auf einem Schotterbett ruhten, montiert waren. Das Schienengewicht von 17,8 kg/m ergab eine maximale Achslast von 8 Tonnen. Die Bahn bediente 16 Bahnhöfe und 20 Haltestellen. Die Ausstattung der Bahnhöfe und Stationen war, für eine Lokalbahn typisch, sparsam und zweckmäßig ausgeführt. Die Architektur der Bahnhöfe entsprach einer in der gesamten österreichisch-ungarischen Monarchie verbreiteten Einheitsbauweise für Lokalbahnhochbauten, die das Erscheinungsbild dieser Bahnen nachhaltig prägte. Auf der SKGLB waren mehrere Empfangsgebäude mit einer offenen Veranda als Wartebereich versehen. Haltestellen waren mehrheitlich mit einem, im Vergleich zu den Einrichtungen an den heute bestehenden Bushaltestellen geräumigen Wartehäuschen ausgestattet, sie verfügten jedoch über keine umfangreichen Gleisanlagen oder Einrichtungen zur Versorgung der Dampflokomotiven. Teilweise waren Ladegleise für den Güterverkehr vorhanden.

Plan des Bahnhofs Mondsee

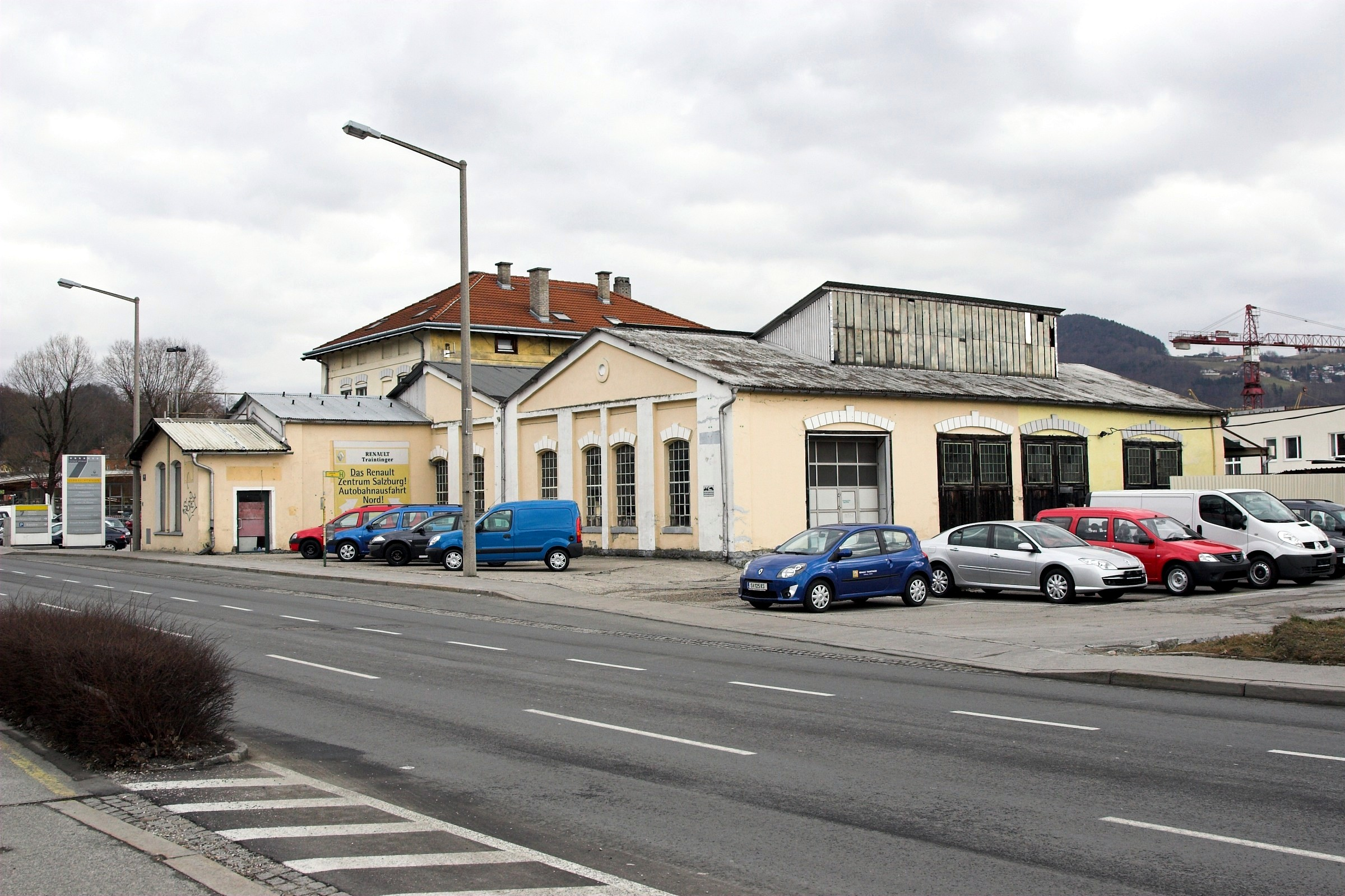
Das ehemalige Werkstättengebäude in Salzburg-Itzling wurde noch lange Zeit als Kfz-Werkstätte verwendet. 2014 wurde das Gebäude abgerissen.

Die Bahnhöfe der Lokalbahn waren üblicherweise mit mindestens einem beidseitig an das Streckengleis angeschlossenen Ausweichgleis und einem oder mehreren Ladegleisen für den Güterverkehr ausgerüstet. Mehrere Stationen waren mit Wasserkränen zur Versorgung der Dampflokomotiven ausgestattet, die als Tenderlokomotiven nur über einen begrenzten Wasservorrat mitzuführen vermochten. Heizhäuser zur Unterbringung der Lokomotiven waren an den Endpunkten Bad Ischl, Salzburg und Mondsee sowie in St. Gilgen vorhanden. Dort und im Knotenbahnhof St. Lorenz waren überdies die erforderlichen Versorgungseinrichtungen für die Lokomotiven untergebracht.
Für Reparaturen und Ausbesserungsarbeiten an den Fahrzeugen war die Betriebswerkstätte in Salzburg–Itzling, die mit einer Schiebebühne, einem Lokkran und einer Untersuchungsgrube ausgestattet war, zuständig. Die Werkstätte verfügte über vier Hallengleise und mehrere Außengleise zum Abstellen der Fahrzeuge. Das Gebäude beherbergte neben zahlreichen Maschinen und Werkzeugen überdies einen Dienstraum, eine Schmiede, eine Löterei, eine Tischlerei, eine Lackiererei und ein Magazin. Kurz nach der Werkstätte befand sich die Frachtenstation Salzburg Itzling der Salzkammergut-Lokalbahn, die mit einem Portalkran zur Verladung der Güter auf die Normalspurbahn ausgestattet war. Mit seinem zweiständigen Heizhaus war dieser Bahnhof das betriebliche Zentrum der Bahn im Raum Salzburg.

### Fuhrpark

Lok 7 mit einem Personenwaggon in St. Gilgen, 1895

Die Salzkammergut-Lokalbahn verfügte gegen Ende ihres Bestandes über einen recht „bunten“ Fuhrpark, bestehend aus den Originalfahrzeugen aus den Anfangsjahren der Bahn, den in der Zwischenkriegszeit als Ersatz für die im Ersten Weltkrieg verlorenen Fahrzeuge erworbenen Loks und Wagen und ehemaligen Heeresfeldbahnfahrzeugen, die nach dem Zweiten Weltkrieg zur Verfügung standen. Letztere kamen jedoch wegen ihrer vergleichsweise geringen Leistung mit wenigen Ausnahmen nicht im Streckendienst zum Einsatz, sondern wurden als Rangierlokomotiven in Salzburg Itzling verwendet. Der Großteil des Lokomotivbestands setzte sich aus Tenderlokomotiven zusammen, nur vier – die ehemaligen Heeresfeldbahnlokomotiven – waren Schlepptenderloks. Kleinere Lokomotiven wie etwa Nr. 2, 30 und 31 wurden bevorzugt im Rangierdienst oder auf der Zweigstrecke nach Mondsee eingesetzt, wenn der Dieseltriebwagen nicht zur Verfügung stand. Eine Besonderheit stellte die Lok Nr. 40 dar – sie war die einzige Diesellokomotive in der Geschichte der Salzkammergut-Lokalbahn. Trotz der Vielfalt im Lokomotivpark trugen jedoch bis zur Einstellung die zuletzt vorhandenen sieben Lokomotiven der Steyrtalbahntype, die zwischen 1891 und 1906 angeschafft wurden, die Hauptlast des Verkehrs. Die Lokomotiven trugen ursprünglich das in Österreich typische vollständig schwarze Farbkleid mit blanken Radreifen und Gestänge, in den letzten Betriebsjahren waren bei einigen Maschinen zumindest Teile des Fahrwerkes mit einem roten Anstrich versehen. Lok Nr. 31 war die einzige Lok, bei der Wasserkasten und Führerhaus grün lackiert waren.
Auf Sparsamkeit bedacht, wurden die „überalterten“ Fahrzeuge nicht ausgemustert und durch Neuanschaffungen ersetzt, sondern bei Bedarf in der Werkstätte in Itzling umgebaut und modernisiert. So wurde um 1928 aus einem vierachsigen Reisezugwagen, der 1894 als Hofsalonwagen gebaut wurde, ein Triebwagen mit Verbrennungsmotor nach dem GEBUS-Prinzip aufgebaut, der fortan den Verkehr auf der Zweigstrecke übernahm. Ab dem Zeitpunkt der Einführung des neuen Nummerierungsschemas im Jahre 1930 bis zur Einstellung der Bahn befanden sich insgesamt 18 Lokomotiven (sechs davon wurden schon in den Jahren vor der Betriebseinstellung ausgemustert), vier Triebwagen (drei davon wurden bereits 1939 verkauft), 36 Personenwagen, neun Post- und Gepäckwagen und 111 Güterwagen im Besitz der SKGLB. Die Personenwagen waren in die 2. und die 3. Klasse unterteilt, vor der Umstellung im Jahre 1916 gab es die 1. und die 3. Klasse. Als „Paradefahrzeuge“ galten bis zur Einstellung die fünf vierachsigen Personenwagen. Jedes dieser Fahrzeuge bot fast doppelt so viele Sitzplätze wie ein Zweiachser. Die Personen- und Gepäckwagen waren grün lackiert, Güterwaggons waren in einem roten Farbton gehalten.
Die nach der Einstellung noch vorhandenen Fahrzeuge wurden zum Verkauf ausgeschrieben. Mehrere Loks und Wagen wurden von den Steiermärkischen Landesbahnen und der Zillertalbahn zum Schrottwert erworben, einige wenige blieben für museale Zwecke erhalten. Alle anderen Fahrzeuge wurden verschrottet.

### Fahrgastzahlen

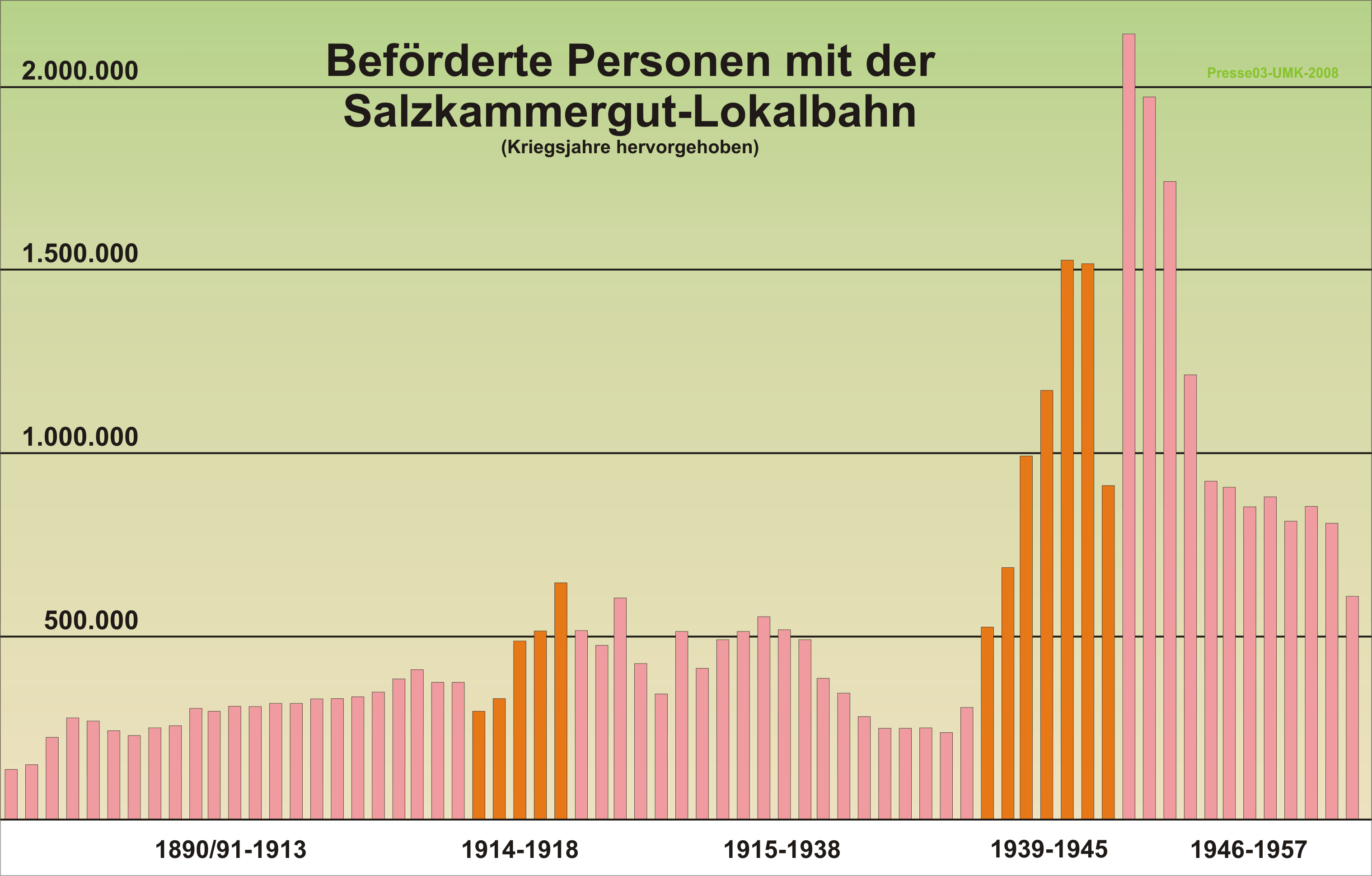
Entwicklung der Fahrgastzahlen der SKGLB

Fuhren im ersten Betriebsjahr (18 Monate) 140.767 Fahrgäste mit der Bahn, stieg die Zahl der jährlich beförderten Personen in den folgenden 24 Jahren nur sehr langsam auf einen Höchststand von knapp 405.000 Fahrgästen im Jahr 1911. Im Ersten Weltkrieg kam es zu einem deutlichen Anstieg auf 646.423 Fahrgäste im letzten Kriegsjahr 1918. Die Fahrgastzahlen fielen nach Kriegsende nicht wieder auf das Vorkriegsniveau zurück und pendelten sich bis 1929 auf 350.000 bis 600.000 jährlich beförderte Personen ein. Mit Einsetzen der Weltwirtschaftskrise nahmen die Beförderungszahlen wieder rasch ab. Sie sanken bis 1937 unter den Stand von 1894 und erholten sich ab 1938 zunächst langsam und ab Beginn des Zweiten Weltkriegs 1939 rasant bis zu Fahrgastzahlen von einer bis über eineinhalb Millionen im Jahr. Nach Kriegsende 1946 bis 1949 erlebte die Salzkammergut-Lokalbahn durch die Hamsterfahrten mit bis zu 2,15 Millionen Fahrgästen im Jahr ihren größten Ansturm. Ab 1950 begann die Zahl der beförderten Personen langsam, jedoch stetig zu sinken. Im letzten Rumpf-Betriebsjahr 1957 fuhren von Jänner bis September noch 610.294 Fahrgäste mit der SKGLB, viermal so viel wie im ersten Voll-Betriebsjahr 1892.

## SKGLB-Museum

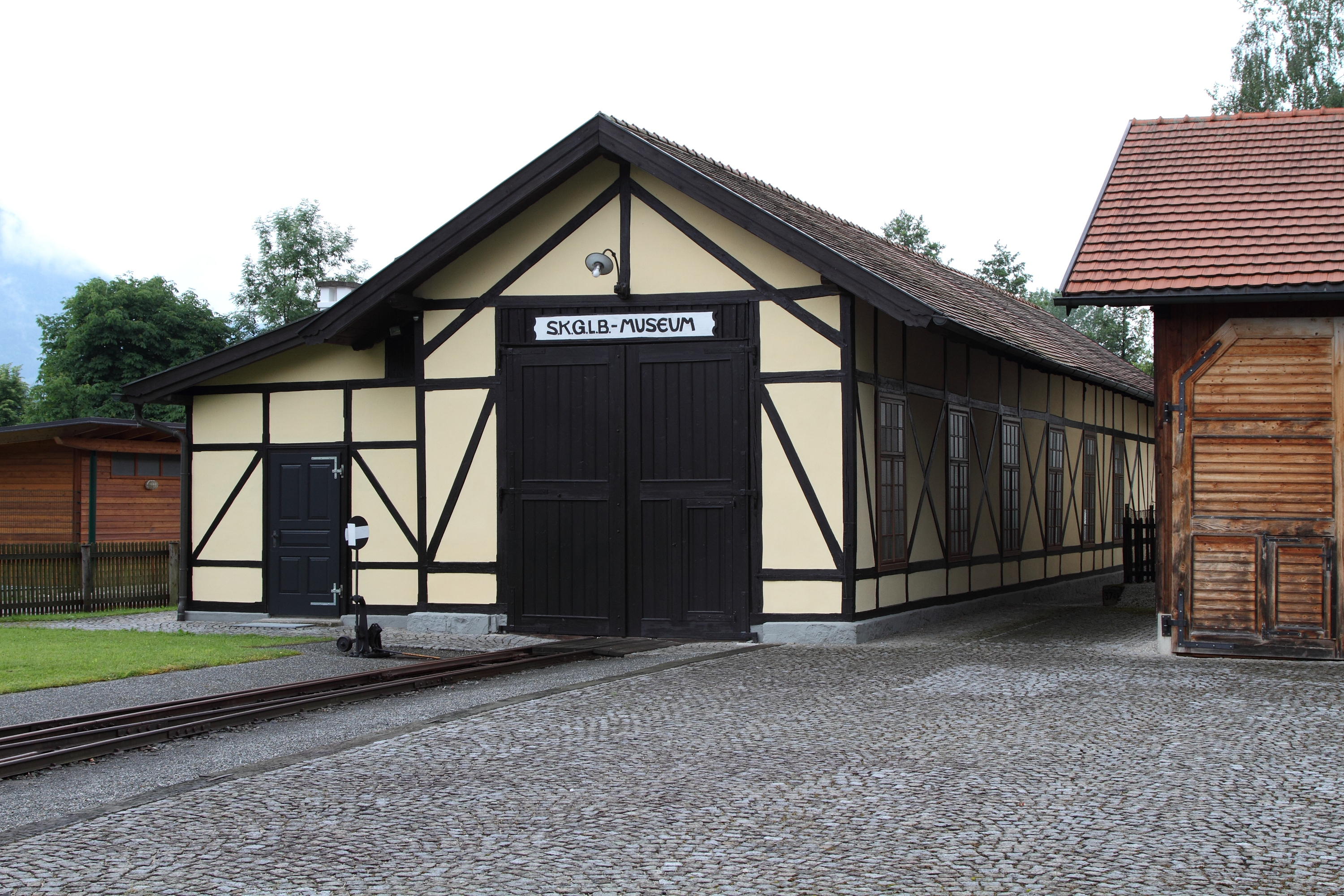
Das SKGLB-Museum im ehemaligen Heizhaus in Mondsee

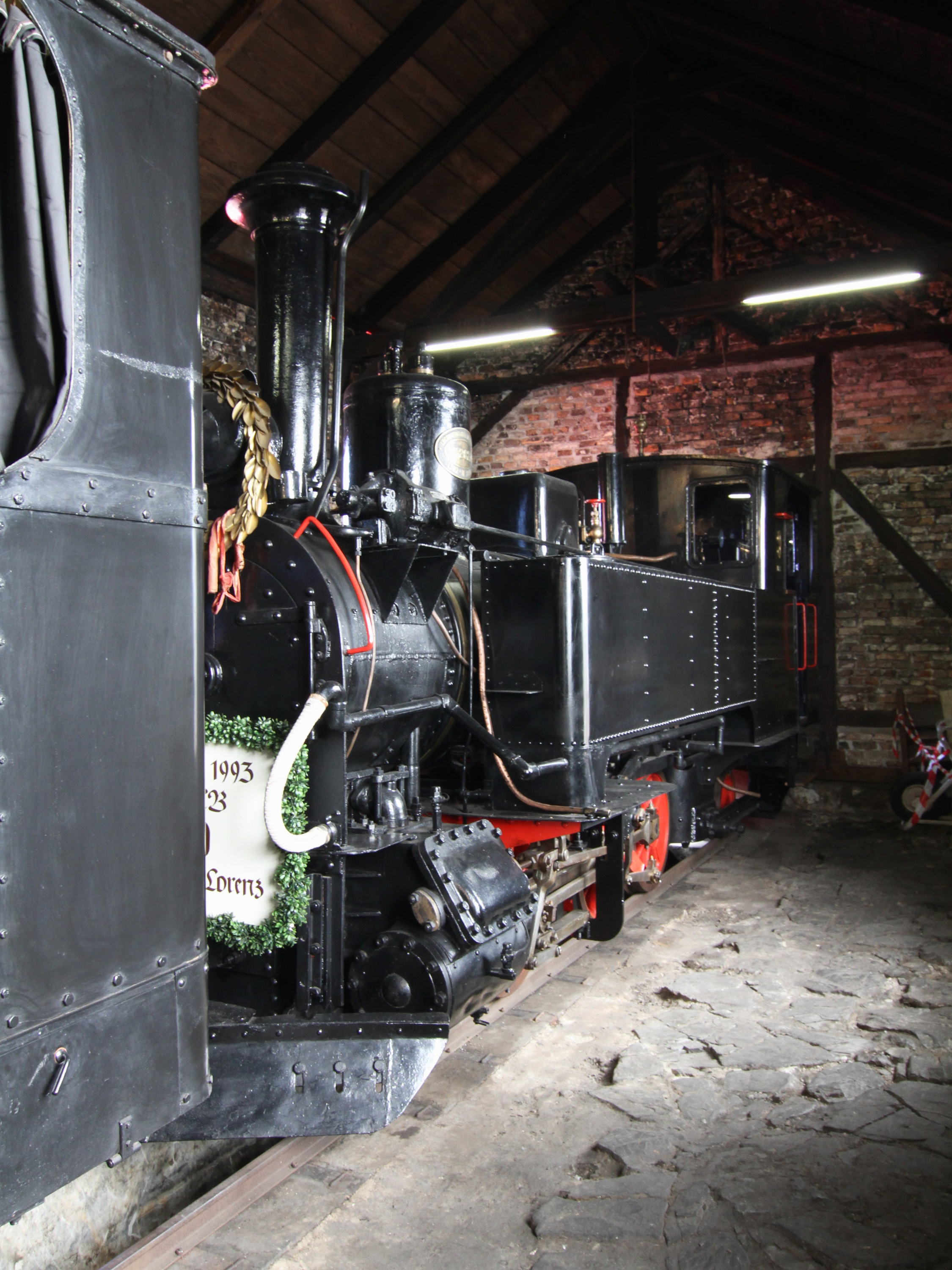
Lok 9 im Museum

Das SKGLB-Museum ist im ehemaligen Heizhaus der Salzkammergut-Lokalbahn in Mondsee untergebracht, dem einzigen Gebäude, das von den Einrichtungen am Endpunkt der Zweigstrecke erhalten geblieben ist. Das Gebäude wurde zwischen 1988 und 1996 renoviert und dient seither als Eisenbahnmuseum, das für Besucher zwischen Mai und September zugänglich ist. Das Museum steht im Besitz der Gemeinde Mondsee, Initiator und Leiter des Museums ist August Zopf. Neben dem Heizhaus befindet sich ein neu erbautes Depot, das für die Unterbringung der historischen Waggons errichtet wurde. Das SKGLB-Museum verfügt neben historischen Plänen und Fotos sowie einigen Relikten aus den Betriebsjahren der Salzkammergut-Lokalbahn außerdem über drei Lokomotiven. Zwei der Lokomotiven, darunter die in den 1960er-Jahren in Bosnien wiederentdeckte Lok 5 – sind nach Hauptuntersuchungen in den 1990ern betriebsfähig konserviert. Darüber hinaus verfügt das Museum über fünf restaurierte Waggons. Die ebenfalls im Museum untergebrachte Lok 9 soll langfristig wieder instand gesetzt werden.
Ein weiteres Ziel, die Lok 12, die am 30. September 1957 den letzten Personenzug führte und nach ihren Jahren in der Steiermark an eine deutsche Sammlung verkauft wurde, wieder nach Österreich zu bringen, konnte 2004 umgesetzt werden. Zunächst 1996 von der Interessensgemeinschaft Mondsee angekauft, wurde die Maschine 2002 vom Club 760 erworben und einer Hauptuntersuchung zugeführt. Bis Oktober 2004 betriebsfähig aufgearbeitet, steht sie seither auf der vereinseigenen Museumsbahn Taurachbahn im Salzburger Lungau im Einsatz.

## Gegenwart

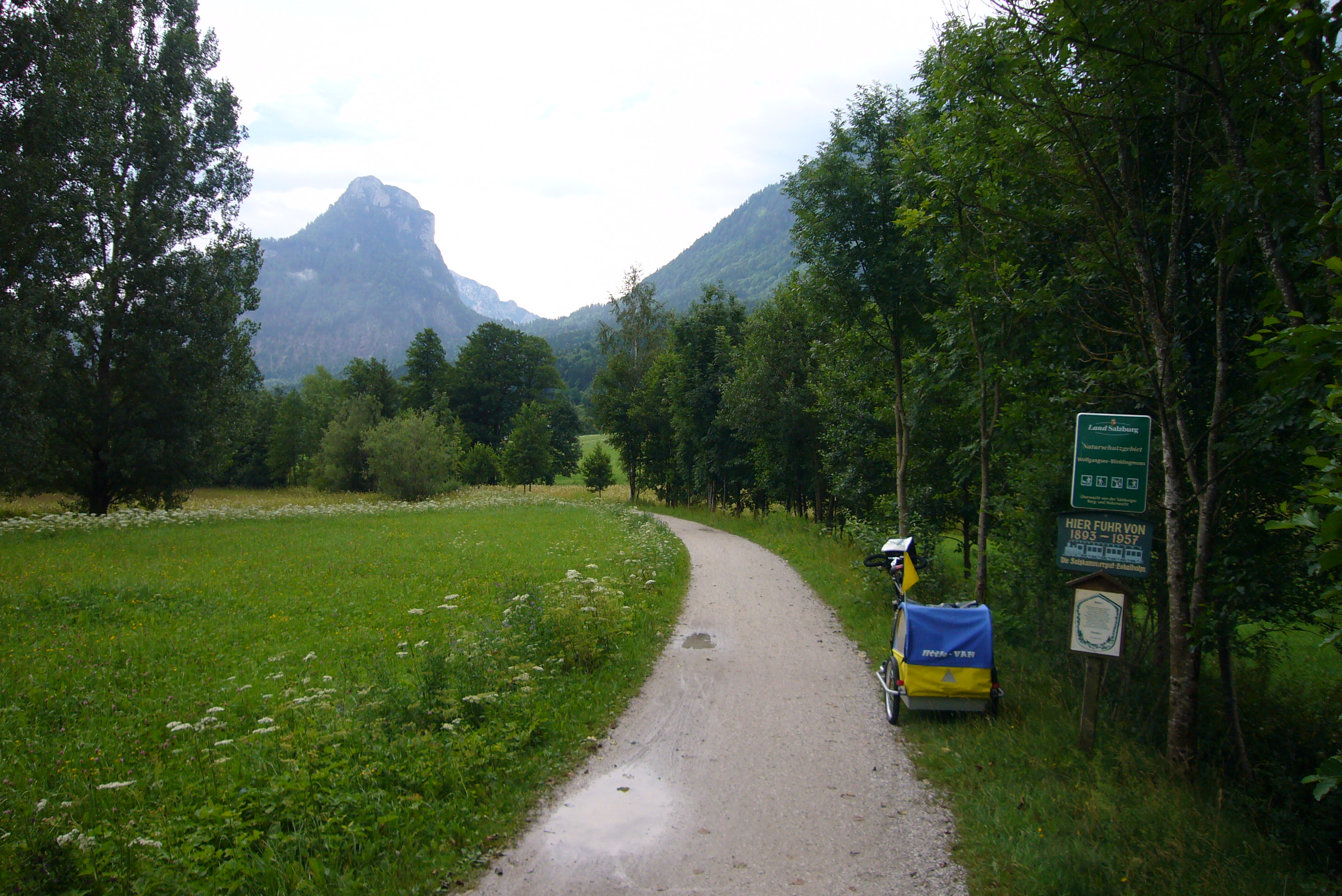
Radweg auf dem Streckenabschnitt zwischen Strobl und St. Gilgen

Auf einigen Abschnitten der Bahntrasse, die unverbaut geblieben sind, wurde mittlerweile ein Radwanderweg errichtet. Zwischen dem Stadtrand von Salzburg und dem Mondsee, sowie am Ufer des Wolfgangsees bilden sie einen Teil des Salzkammergut-Radweges. 2017 wurde bekanntgegeben, dass die Radwegverbindung zwischen Mondsee und Wolfgangsee durch Nutzung von zwei Tunneln der ehemaligen Bahnstrecke weiter attraktiviert werden sollte. Die Eröffnung war für den Herbst 2018 vorgesehen, und die geschätzten Kosten beliefen sich auf 3,3 Millionen Euro. Das Projekt wurde jedoch letztlich nicht realisiert.
Einer der Tunnel, der Hüttensteiner Tunnel, war während des Kalten Kriegs vom Bundesheer als potenzielle Festungsanlage genutzt worden. Der Kleine Tunnel ist begehbar.

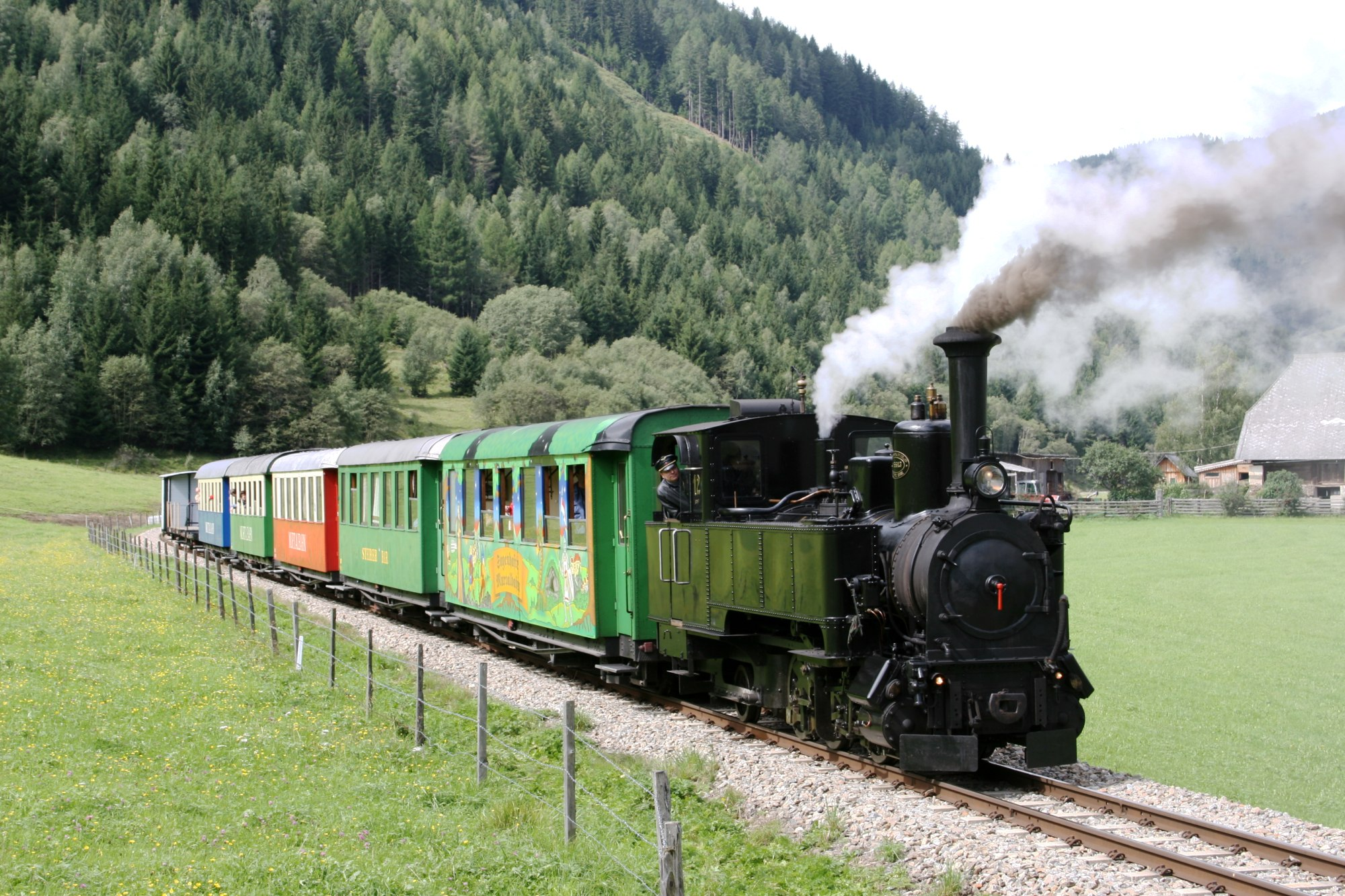
Lok 12 – eine der erhaltenen SKGLB-Lokomotiven bei einer Sonderfahrt auf der Murtalbahn

Die bis in die Gegenwart anhaltende Popularität und überregionale Bekanntheit der Salzkammergut-Lokalbahn führte zur Gründung mehrerer Initiativen, die den Wiederaufbau der Bahn anstreben. Die Bandbreite dieser Initiativen, die nicht nur in der etablierten Eisenbahnfreunde- und Museumsbahnszene angesiedelt sind, reicht von der Wiedererrichtung der Gesamtstrecke als vollwertigen öffentlichen Verkehrsträger bis zum Wiederaufbau eines Teilabschnittes als Museumsbahn und Touristenattraktion. Darüber hinaus war die Idee „SKGLB neu“ bereits mehrmals Gegenstand verkehrswissenschaftlicher Arbeiten.
Das in Salzburg beheimatete Konsortium SKGLB Reengineering Ges.b.R. möchte mit der Wiedererrichtung der Ischlerbahn ein in das Salzburger S-Bahnsystem integriertes, modernes Nahverkehrsmittel für die Region einrichten. Zudem wäre die Bahn für den Tourismus wichtig und könnte mit anderen regionalen Tourismusprojekten verknüpft werden. Das Projekt sieht eine komplette Wiedererrichtung der Salzkammergut-Lokalbahn auf der originalen Trasse und die Beschaffung von modernen Fahrzeugen für die Personenbeförderung vor. Das Revitalisierungsprojekt soll von den Ländern, dem Bund und der Europäischen Union finanziert werden. Zudem müssen die beteiligten Gemeinden einen Grundsatzbeschluss für die Bahn verabschieden. Sobald die Finanzierung gesichert ist und die Zustimmung der Gemeinden vorliegt, ist die Durchführung einer Machbarkeitsstudie beabsichtigt. Nach Annahmen des Konsortiums können bis zu 80 Prozent der alten Trasse für die Wiedererrichtung herangezogen werden. Für die Umsetzung des Projekts wird eine Dauer von sieben bis acht Jahren angenommen. Das Konsortium geht von einer Beförderung von 640 Fahrgästen in jede Richtung pro Stunde aus; jährlich könnte die revitalisierte Salzkammergut-Lokalbahn etwa acht Millionen Personen befördern.
Nachdem sie zu diesem Zweck einen eigenen Verein gegründet hatten, wurde die SKGLB Reengineering Ges.b.R. im Jahr 2010 aufgelöst. Ihr Vorhaben lebt in der Initiative des Club Salzkammergut-Lokalbahn weiter, in die ihre Kerninhalte eingearbeitet wurden.
Der Club Salzkammergut-Lokalbahn, im Mai 1999 in Wien gegründet wollte ursprünglich den Wiederaufbau der Bahn als Museumsbahn und touristische Attraktion für die Region. Doch bereits nach kurzer Zeit stellten der CLUB SKGLB – so der Kurzname des gemeinnützigen Vereines – fest, dass Bedarf für eine neue, moderne Bahn für das Salzkammergut und die gesamte Region um Salzburg besteht und diese Schienenverbindung wieder benötigt wird. Seitdem setzt er sich für eine rasche Wiedererrichtung der Ischlerbahn als moderne Regional-Stadt-Bahn (RSB) in Normalspur (1.435 mm). 2012 übersiedelte der Club von Wien nach Salzburg.
Die Bürgermeister der Anrainergemeinden stellten sich 2010 hinter die Initiative einer Wiedererrichtung der Ischlerbahn als Regionalstadtbahn.
Auch ein Verein aus dem Umfeld des SKGLB-Museums in Mondsee wollte den Wiederaufbau als Museumsbahn und als touristische Attraktion. Zudem sammelt der Verein erhaltene Fahrzeuge der Salzkammergut-Lokalbahn. Eine Alternative zum vollständigen Wiederaufbau wäre die Errichtung eines kurzen Teilstücks, das seinen Ausgang beim SKGLB-Museum nehmen könnte, oder die Strecke zwischen Schwarzindien und Teufelmühle am Mondsee. Die Kosten für dieses Projekt wurden mit etwa 1,5 Millionen Euro beziffert. Diese Projekte hatten jedoch – ebenso wie andere private Initiativen – keinen unmittelbaren Erfolg.

## Film
- Bahn im Film: Die Salzkammergut-Lokalbahn SKGLB. (1 Videokassette VHS, 50 Minuten, farb., mit Ton). R & R Videofilmproduktion, Wien 1993, OBV.
- RioGrande-Videothek, DVD 3017: Von Salzburg nach Bad Ischl. (55 Minuten). S.l., s. a.
- Hagen von Ortloff (Red.), SWR (Prod.): Eisenbahn-Romantik, Folge 628: Auf Kaisers Spur – Bahnidylle Salzkammergut. (28:46 Minuten). S.l. 2007. (online).
- Franz Antel (Regie): Kaiserball. Musikfilm mit Sonja Ziemann, Rudolf Prack, Maria Andergast, Jane Tilden und Hans Moser. Österreich 1956. (Diesem Film entstammt das Lied „Zwischen Salzburg und Bad Ischl“ über die Salzkammergut-Lokalbahn).
- Alfred Stöger (Regie), Robert Stolz (Musik): Rendezvous im Salzkammergut. Heimatfilm mit Herta Mayen, Inge Konradi, Hans Holt, Josef Meinrad. Österreich 1948. (Zugvorbeifahrt Richtung Salzburg, August 1947, Brunnleiten, Sankt Gilgen).